# Svenska militära uniformer

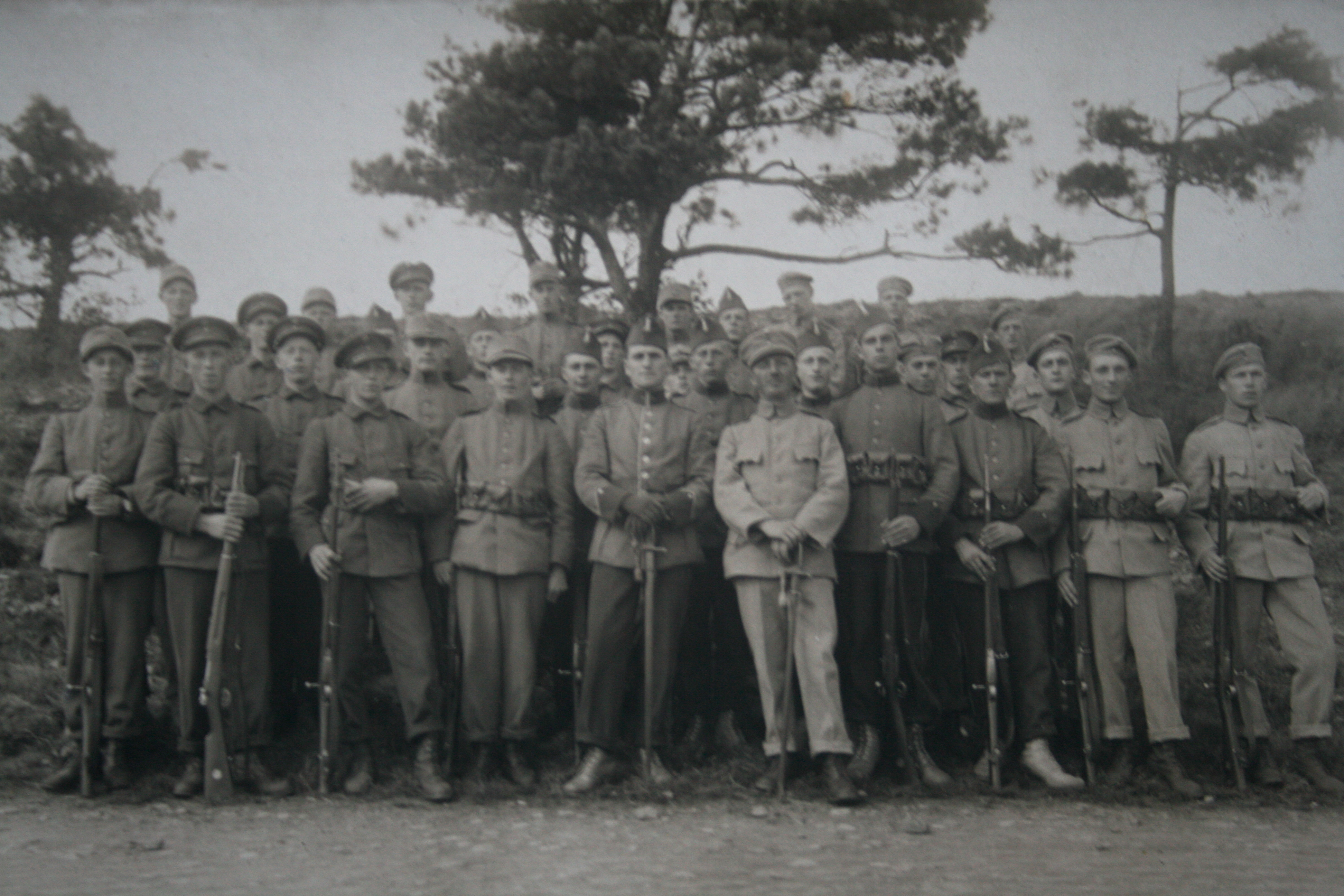
Många uniformer har testats inom försvarsmakten. Här är några försöksuniformer från 1919.

Svenska militära uniformer tilldelades inte alla förband förrän efter 1672. Till att börja med hade varje regemente sin egen uniformsfärg. Från 1687 fastställdes en enhetlig blå färg för infanteriet. Det var först i början på 1900-talet som en uniform i fältmässiga färger infördes.

## Armén

### Förhistoria
Under medeltiden bars i regel inte några uniformer inom den svenska armén. Efter befrielsekriget 1520–1523 började en första uniform ta form. Denna var dock inte obligatorisk och långt ifrån alla bar den. Den varierade dessutom från person till person samt skulle införskaffas med pengar ur egen ficka. Därför bar majoriteten av fotfolket civila kläder medan det adliga kavalleriet bar denna uniform som efter tysk förebild ungefär bestod av bröst- och ryggharnesk, ringkrage samt arm- och lågskenor. Det var först under trettioåriga kriget som en riktig uniform började komma. Bland annat beslutade Gustav II Adolf om snitt och form för uniformen. Varje regemente fick dessutom en egen färg. Upplands regemente hade exempelvis rött med gula uppslag. Det slutgiltiga införandet kom 1672 då Karl XI beordrade att samtliga regementen skulle utrusta all personal med en uniform i regementets färg. Färgerna kom att ändras 1683 för att sedan tas bort och ersättas av den mörkblåa enhetsuniformen 1687.

### Den karolinska armén

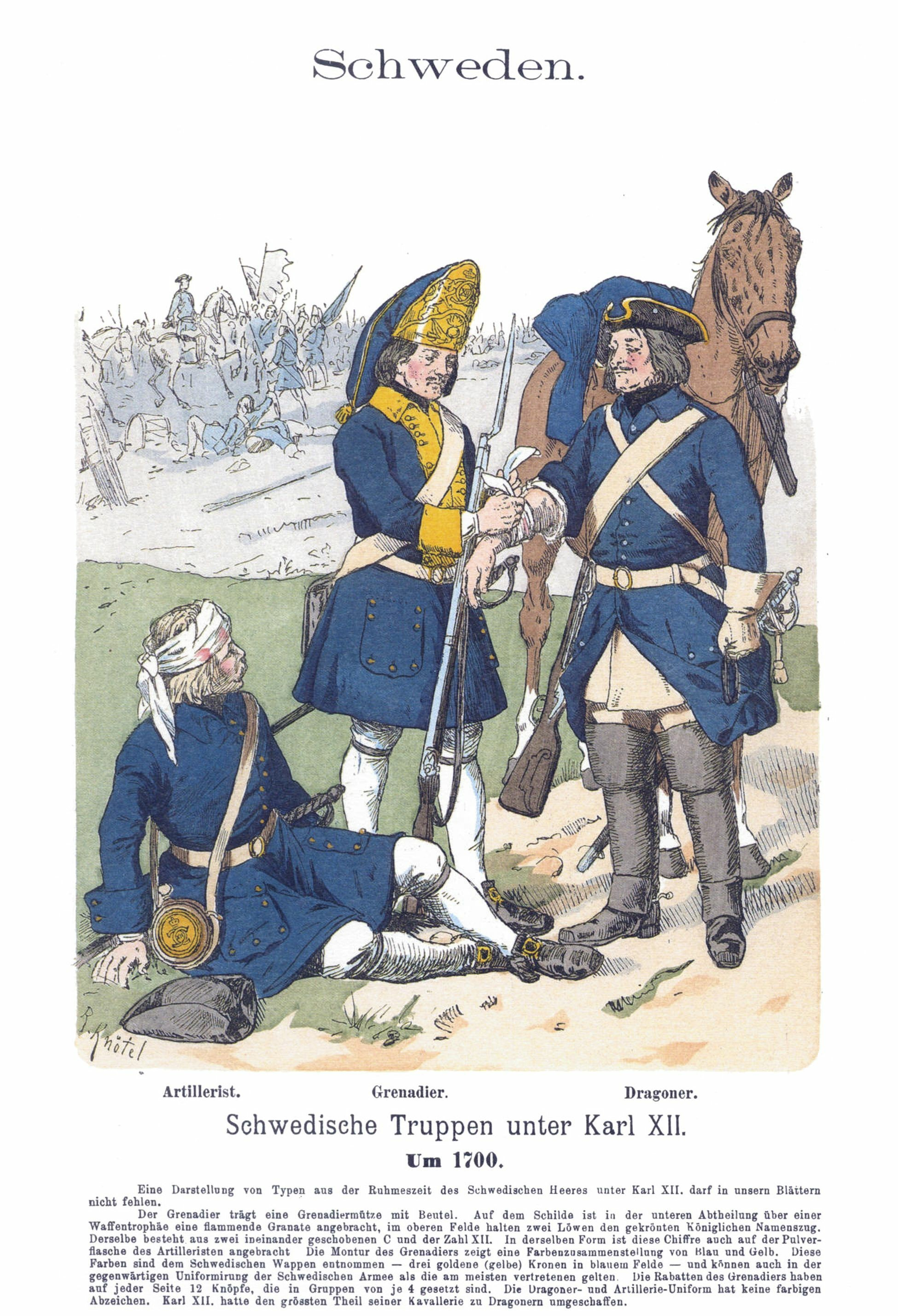
Uniformer från Karl XII:s tid.

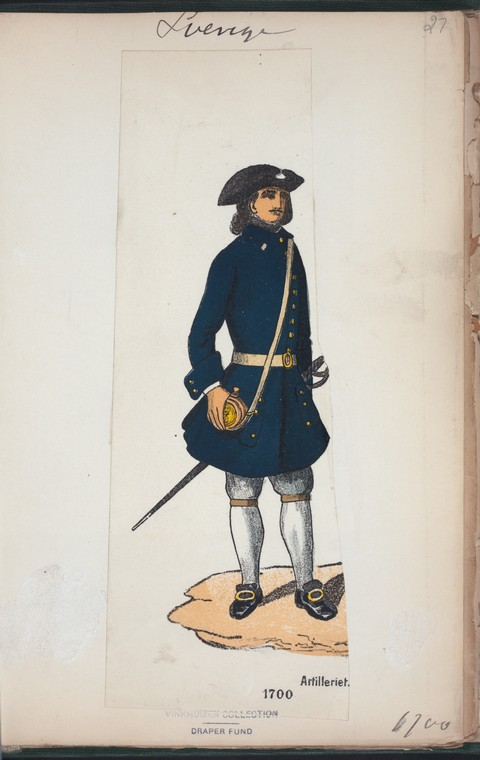
Den karolinska uniformen kvarstod långt in på 1700-talet.

#### Infanteri
Det karolinska infanteriets blå rockar och gula uppslag är kanske vad karolinerna mest förknippas med idag. I 1687 års reglemente fastslogs att hela infanteriet skulle bära den blå enhetsuniformen, vilket dock i praktiken aldrig inträffade. Många kom att bära grå vadmalsrockar och till och med sachsiska röda rockar som erövrades vid en drabbning med dessa. Som huvudbonad bars en karpus, men under årens lopp byttes den ut mot den trekantiga karolinerhatten i filt. I uniformen ingick även halsduk, väst och byxor av skinn eller kläde, linneskjorta och strumpor. För mindre saker hade soldaterna en ränsel. På fötterna hade karolinerna lågskor med spänne av mässing och sula av näver. Dessa skor hade samma form för både vänster och höger fot, och ett tvärt slut vid tårna, och kunde därför användas till valfri fot. Officerarna, som bekostade sin utrustning själva, köpte stövlar som såg ut som kavalleriets kragstövlar men var mer anpassade till infanteriets krav. Ullstrumporna räckte över knäet och var gula, röda, vita, grå eller blå. De hölls uppe av läderremmar med mässingsspännen. Det vanliga var att en soldat hade två par strumpor. Officerarnas egenhändigt införskaffade uniformer var ofta av bättre kläde än de meniga soldaternas.

#### Kavalleri
Ryttarnas uniformer såg ungefär ut som uniformerna för fotfolket, men i de flesta fall med blå uppslag och mässingsknappar. Under den blå klädesuniformen bar många ett kyller av älgskinn eller kamisol (skinnväst) av bock- eller renskinn som skulle räcka till knäs, skinnbyxor av älg-, ren- eller bockskinn och vit skjorta av linne med snören i armar och hals. Ryttarna växlande mellan karpuser och goda svarta hattar (uppvikt eller trekantig). I ryttarmunderingen ingick dessutom en slängkappa med två mässingsspännen och en halsduk (svart eller vit). På fötterna bar ryttarna ryssläderstövlar eller kragstövlar av smorläder med sporrar. Innanför stövlarna bars ullstrumpor och utanpå dessa ytterligare en så kallad stövelstrumpa av lärft som skyddade strumpan av ull. Stövlarna kunde också innehålla vador. Handskarna hade kragar av fem millimeter tjockt sämskat älgskinn med bock- eller renskinnsgrepp. Utrustning som ryttarna själva fick anskaffa extra var: en skjorta, en halsduk, en bröstlapp, ett par strumpor, ett par skor med spännen, en nattmössa och en kam med foder. Som skydd kunde ryttarna bära ett harnesk utanpå kyllret.

#### Artilleri
År 1687 infördes enhetsuniformen för artilleriet. För infanteriet och kavalleriet användes då blå uniformer, artilleriets var ungefär likadana men grå.
Artillerirocken var ofta av "stålgrått" kläde med blå krage, ärmuppslag och foder och hade 3 dussin knappar av mässing. Detta gällde artillerister från Sverige liksom från andra delar av riket. I uniformen ingick även en lärfthalsduk eller kreponghalsduk i olika färger, gul skinnväst, knäbyxor av gult skinn, blå redgarnsstrumpor, svarta lågskor med mässingsspännen och tvär tåhätta, karpus eller svart filthatt med trekantigt uppvikt brätte, guldgalon och rött hattband. År 1709 började den grå uniformen bytas ut mot en blå uniform och i slutet av kriget var ofta både rock, byxor och väst blå.

### Frihetstid och Gustaviansk tid

#### Frihetstiden

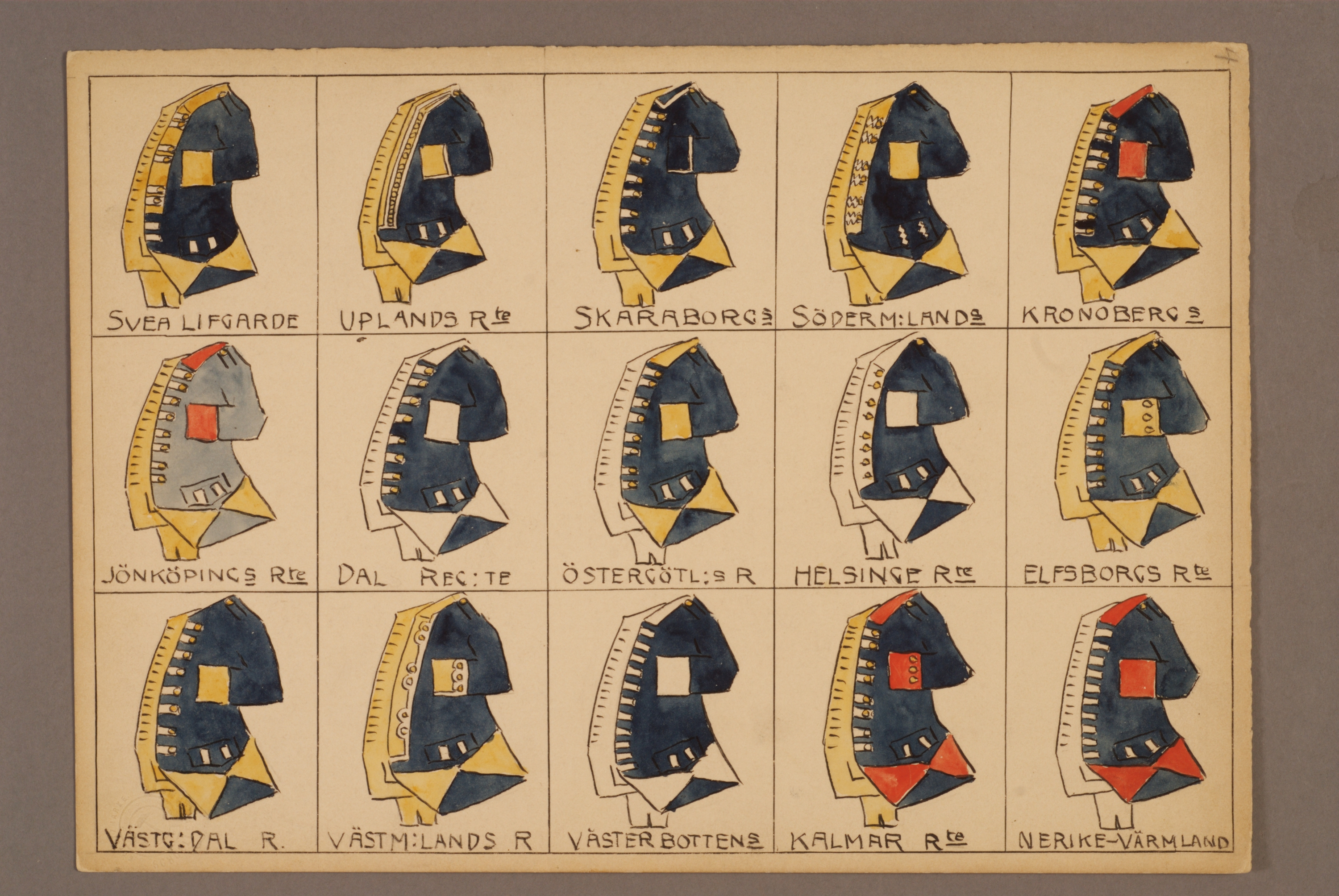
Färgplansch för svenska indelta infanteriregementen visande uniform m/1765. Armémuseum.

Den karolinska uniformen kvarstod i stort oförändrad fram till år 1756 då ens större genomgång av uniformeringen resulterade i uniform m/1756. Uniformen fick nu ett modernare snitt, och färgställningen gjordes betydligt mer enhetlig. På 1760-talet framfördes dock kritik mot den enhetliga uniformeringen. Under Pommerska kriget hade den enhetliga färgen visat på svårigheten att leda trupperna i fält. Detta ledde till att man vidareutvecklade uniformen för infanteriet vilket resulterade i uniform m/1765. Vid kavalleriet behölls dock modell 1756 fram till 1779.

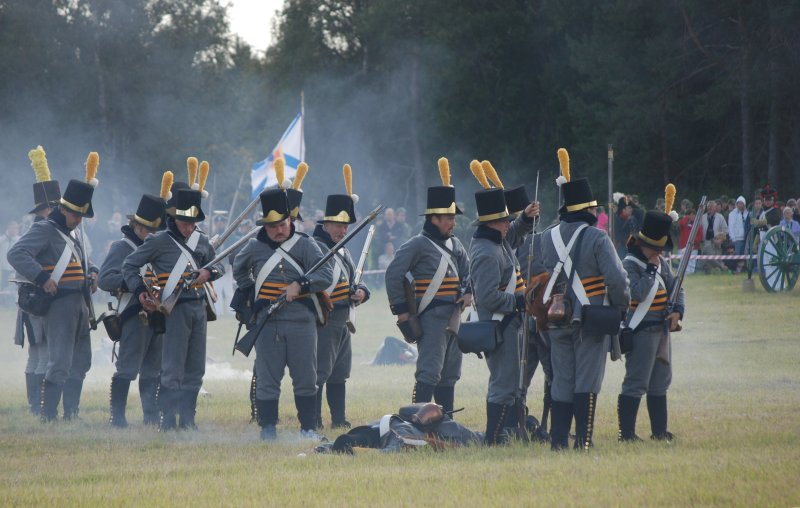
Uniform modell 1807 för infanteriet. Modernt historiskt återskapande.

#### Gustavianska tiden
Under senare delen av 1770-talet vidtog ett arbete att modernisera den svenska uniformeringen. 1778 hade Gustav III infört Nationella dräkten, och dess snitt fick nu kraftigt genomslag i både militära uniformer och civila uniformer. Denna genomgång resulterade i uniform m/1779, som infördes i samtliga vapenslag under det tidiga 1780-talet. Denna uniform vidareutvecklades ytterligare i uniform m/1792, för att nå sin slutliga form i uniform m/1802.
Man frångick dock mycket av detaljerna i modell 1779 då man 1806 införde en ny uniform av mer kontinentalt snitt, uniform m/1806. Denna vidareutvecklades år 1807, under Gustav IV Adolf, då man återigen införde en enhetsuniform i grå färg för hela krigsmakten, uniform m/1807, som till mönstret liknande och inspirerade uniform m/1910. Uniform modell 1807 innebar visserligen ytterligare modernisering men den blev inte särskilt populär, varför man återgick till uniform m/1806 efter Gustaf Adolfs avsättning vid statskuppen 1809.

### Senare tid

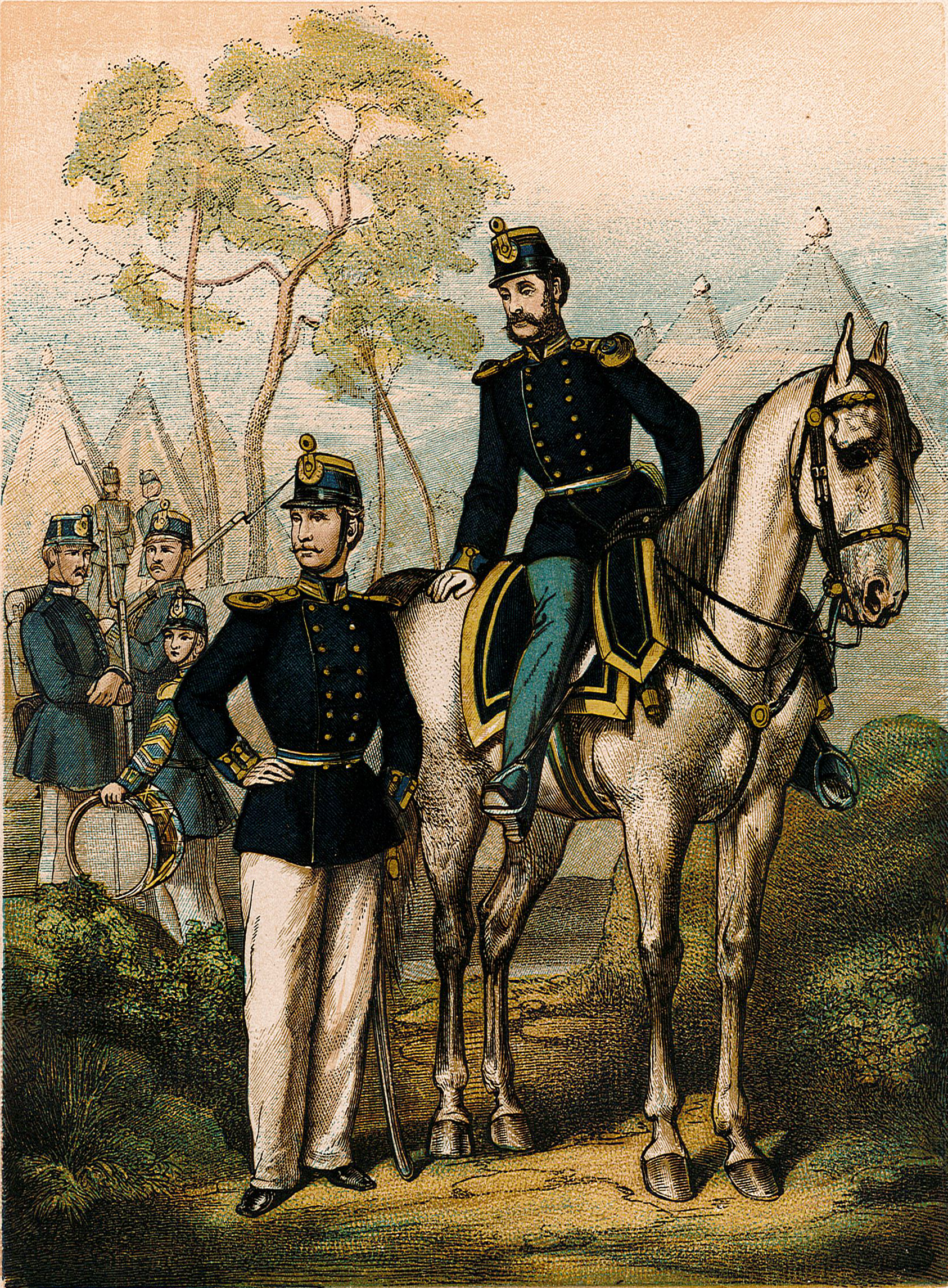
Uniform för indelta infanteriet 1866; vapenrock modell 1860 och käppi modell 1858.

Detta avsnitt behandlar försvarsmaktens uniformer, från 1850 och framåt, uppdelade efter

#### Modell äldre

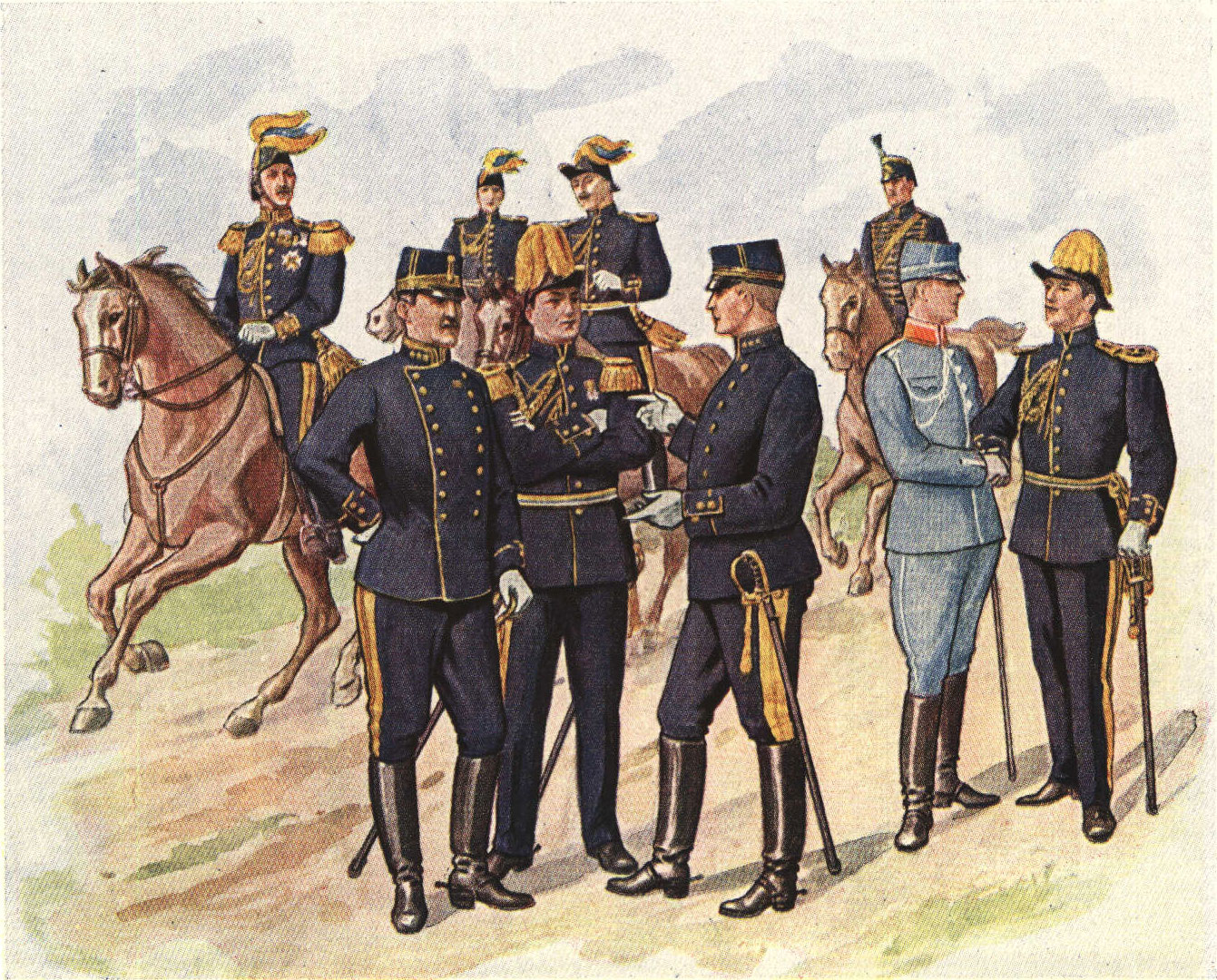
Uniform modell äldre för Generalitetet och Generalstaben.

Modell äldre eller m/ä är officiellt samlingsbenämningen på alla uniformspersedlar som tagits fram före den för armén 1906 fastställda enhetsuniformen, men i praktiken avses endast de uniformsmodeller som tagits fram under 1800-talets senare hälft. Officiellt avskaffades m/ä i samband med enhetsuniformen 1906 – de skulle dock kvarstå tills de var utslitna. Resultatet blev att de allra flesta regementena hade m/ä som basuniform ända in på 20- och 30-talen samt att man blandade gamla och nya uniformer. Exempelvis  kunde man bära vapenrock m/1910 samtidigt som man hade ridbyxor m/1895. 1966 avvecklades modell äldre vid alla förband utom Livgardets dragoner och Svea livgarde. Ända in i våra dagar har m/ä använts och än idag använder Livgardet (LG) m/ä vid högvakt, statsbesök, korteger och annan statsceremoniell verksamhet. Dessutom har med början 1985 samtliga av den svenska arméns musikkårer utrustats med m/ä.

#### Uniform m/1906
År 1905 avslutade 1901 års uniformskommitté  sitt arbete. Utvärderingen av de nya uniformsförslagen gav ett positivt resultat vilket man kunnat konstatera av försöksuniform fm/1902 och försöksuniform m/1903. Därmed beslutades det om införandet av uniform m/1906. 1906 års enhetsuniform blev dock väldigt kortvarig och försvann redan år 1910 då den ersattes av 1910 års enhetsuniform.

#### Uniform m/1910

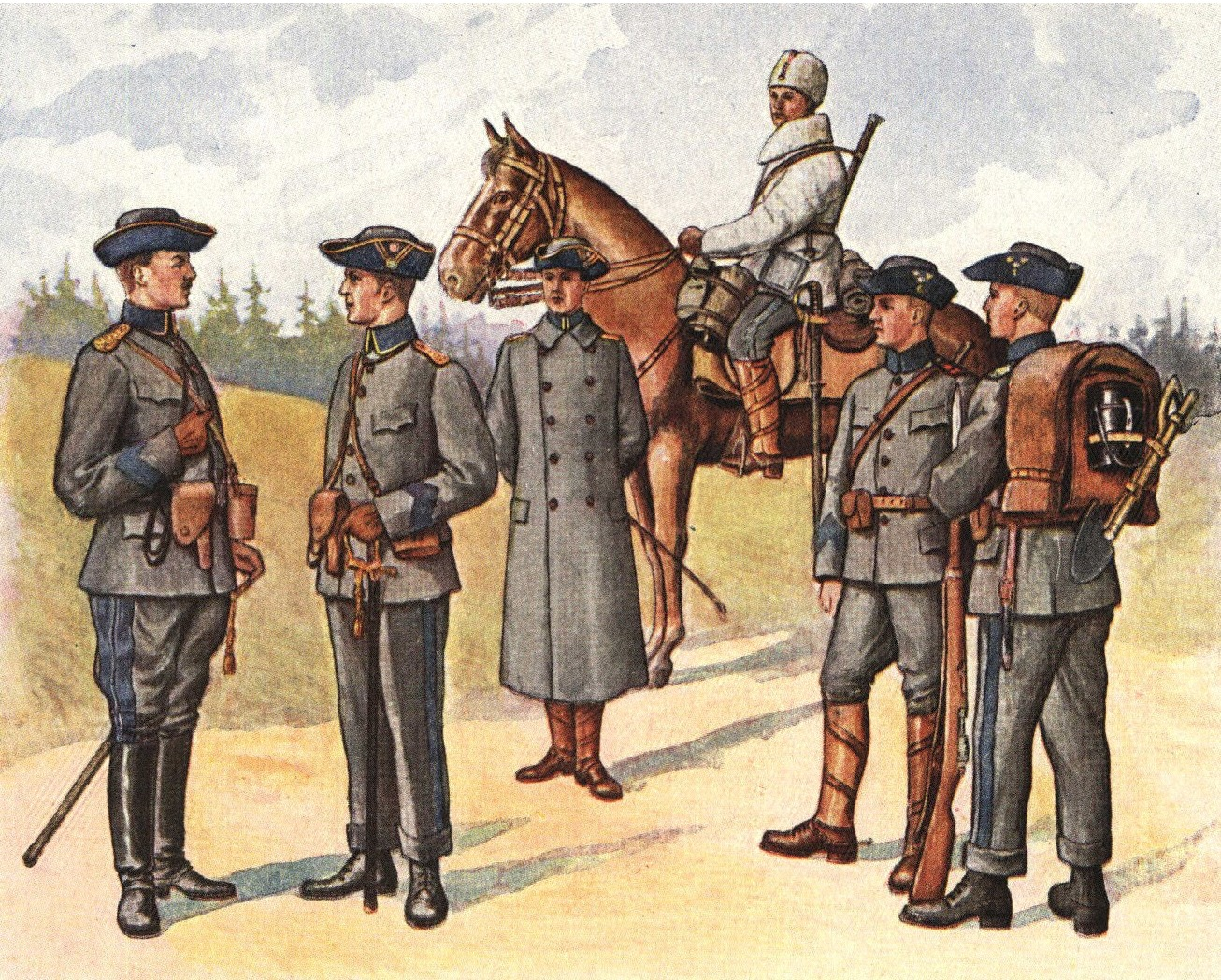
Enhetsuniform m/1910 för Svenska Armén.

Uniform m/1910, ibland kallad uniform m/1906-1910 på grund av de stora likheterna med m/1906, var den uniform som kom att efterträda ovanstående. Som redan nämnts så var uniformerna väldigt lika och den enda stora skillnaden var att man tagit bort truppslagstecknet på överarmen. Även om denna uniform var enhetlig för hela armén så var detta snarare ett undantag än en regel eftersom uniformen inte alltid användes och oftast när den gjorde det kombinerades den med Modell äldre. Detta var även Landstormens första riktiga uniform då man tidigare endast hade haft Landstormsarmbindeln och Landstormshatten gemensam. Denna uniform användes huvudsakligen fram tills uniform m/1939 såg dagens ljus. Trots att den ofta kombinerades fick den med tiden ett bredare genomslag.

#### Uniform m/1923
Eftersom den år 1910 fastställda fältuniformen inte motsvarade fordringarna på hållbarhet och även i övrigt gav anledning till anmärkningar fastställdes 1923 efter ingående undersökningar en ny uniformsmodell för den svenska armén. Men trots att uniform m/1923 var betydligt mer praktisk och fältanpassad än föregångaren fick den inget egentligt genomslag, detta främst beroende på de kraftiga besparingar som krigsmakten genomgick vid denna tidpunkt. Det var även mycket sällsynt att ett helt kompani utrustades med uniformen, även om det förekom. De som hade uniformen var huvudsakligen officerare som på eget bevåg och bekostnad låtit sy upp uniformen. Nådastöten för uniformen kom med uniform m/1939.

#### Uniform/1939

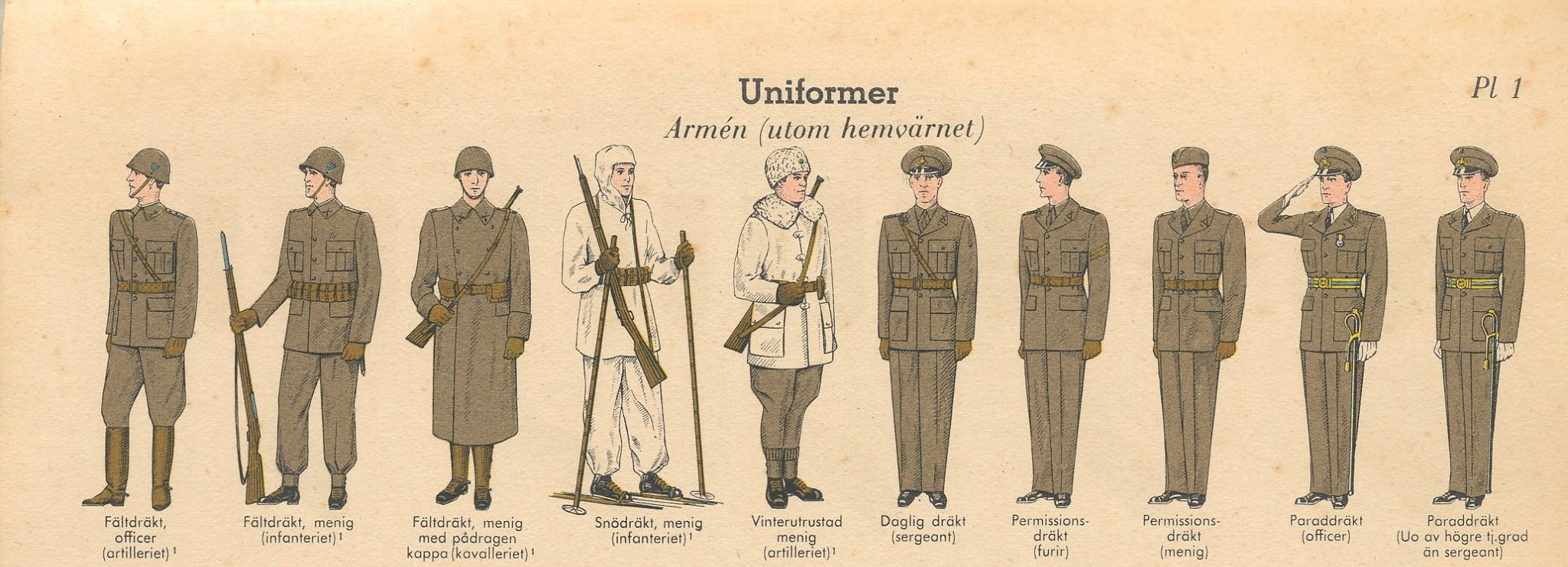
Uniform m/39, olika uniformsdräkter.

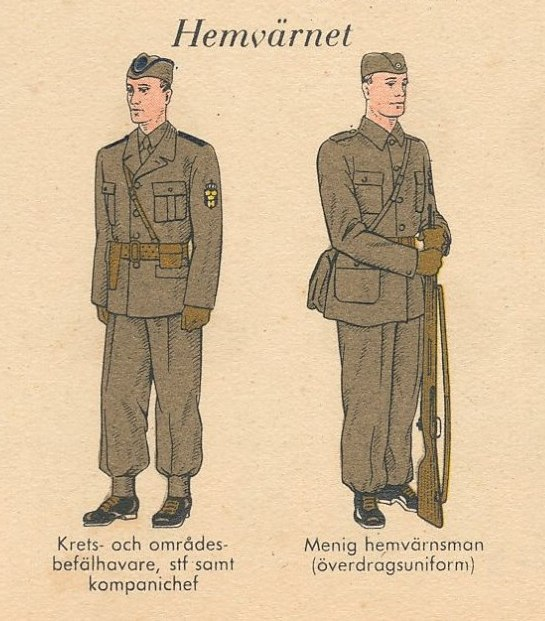
Uniform m/39 för hemvärnsbefäl och överdragsuniform m/41 för hemvärnsmän.

Det var som ett resultat av 1938 års uniformskommitté som man började utveckla det som vi idag kallar uniform m/1939 och efter 1910 års enhetsuniform så blev detta den första enhetsuniformen som verkligen slog igenom. Detta är även den sista uniformen som i stor omfattning använts både som daglig dräkt, högtidsdräkt, paraddräkt, permissionsdräkt och fältdräkt. Den kom att utdelas först till frivilligkåren i Finland 1939-40 och började komma ut på förband sommaren 1940. Hemvärnet tilldelades uniformen i slutet av 1945. Permissionsuniform m/1952 kom att ersätta m/1939 vid permissioner men inom andra områden kvarstod den till den ersattes av fältuniformerna m/1958 och m/1959.
Ridbyxor m/39 användes av Livgardets dragonbataljon i beriden tjänst ända fram till 2006.

#### Frivilliguniform m/42 kv

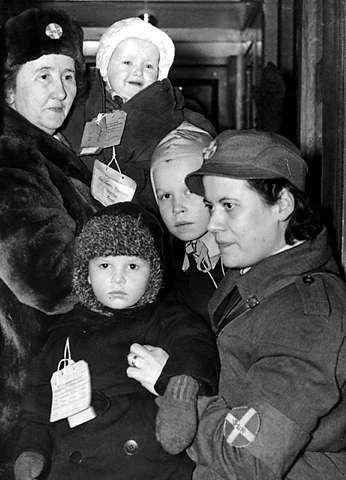
Lottor i Frivilliguniform m/42 kv med finska krigsbarn 1944.

Då det under andra världskriget strömmade in frivilliga kvinnor till krigsmakten ökade behovet av en uniform för dessa. Därför utvecklades frivilliguniform m/42 kv ur 1939 års Enhetsuniform. Som ovan nämnts så användes den enbart av frivilliga kvinnor. Det var huvudsakligen fördelade mellan de tre riksförbunden Svenska Lottakåren (SLK), Blå Stjärnan och Svenska Röda korset. Uniformen fick bäras fram till och med den 31 mars 1970.

#### Permissionsuniform m/1952
Permissionsuniform m/1952 var den första uniformen som endast användes vid permissioner, men i praktiken även till inomhustjänst. Uniformen var mycket lik Enhetsuniform m/1939 och skillnaden var att denna uniform var mindre fältanpassad och istället mer permissionsanpassad. Vissa persedlar är desamma som hos uniform m/39. Uniformen fick användas fram till och med den 31 mars 1966.

#### Fältuniformerna m/1958 och m/1959
Fältuniform m/1958 och Fältuniform m/1959 togs fram parallellt och var ursprungligen avsedda att användas för vinter- respektive sommarbruk. Dessa två uniformer var resultatet av åtskilliga testuniformer, bland annat Försöksuniform fm/1955. En rad äldre fältuniformer ändrades även i samband med uniformernas införande till bland annat Fältuniform m/1939-58 och Fältuniform m/1952-58. Den ursprungliga avsikten att använda dessa under olika årstider försvann dock med tiden och de började användas parallellt med varandra året om. Dessa uniformer fanns också till skillnad från de tidigare uniformerna i flera olika varianter. En variant av fältuniform m/1959 var till exempel fältuniform m/69P. Med "P" avsågs "pansar". Denna uniform var annorlunda utformad: bland annat var den vadderad för att skydda mot stötar, slag och snabb genombränning i det fall den fattade eld, något som är en reell fara för ett pansarfordons besättning. I ryggen, strax nedanför nacken, fanns en lyftögla i en blixtlåsförsedd ryggficka. Denna lyftögla skulle användas för att kunna lyfta upp skadade besättningsmedlemmar genom pansarfordonets luckor. Det fanns även andra varianter såsom Fältuniform m/1969F (flyg).

#### Permissionsuniform m/1960

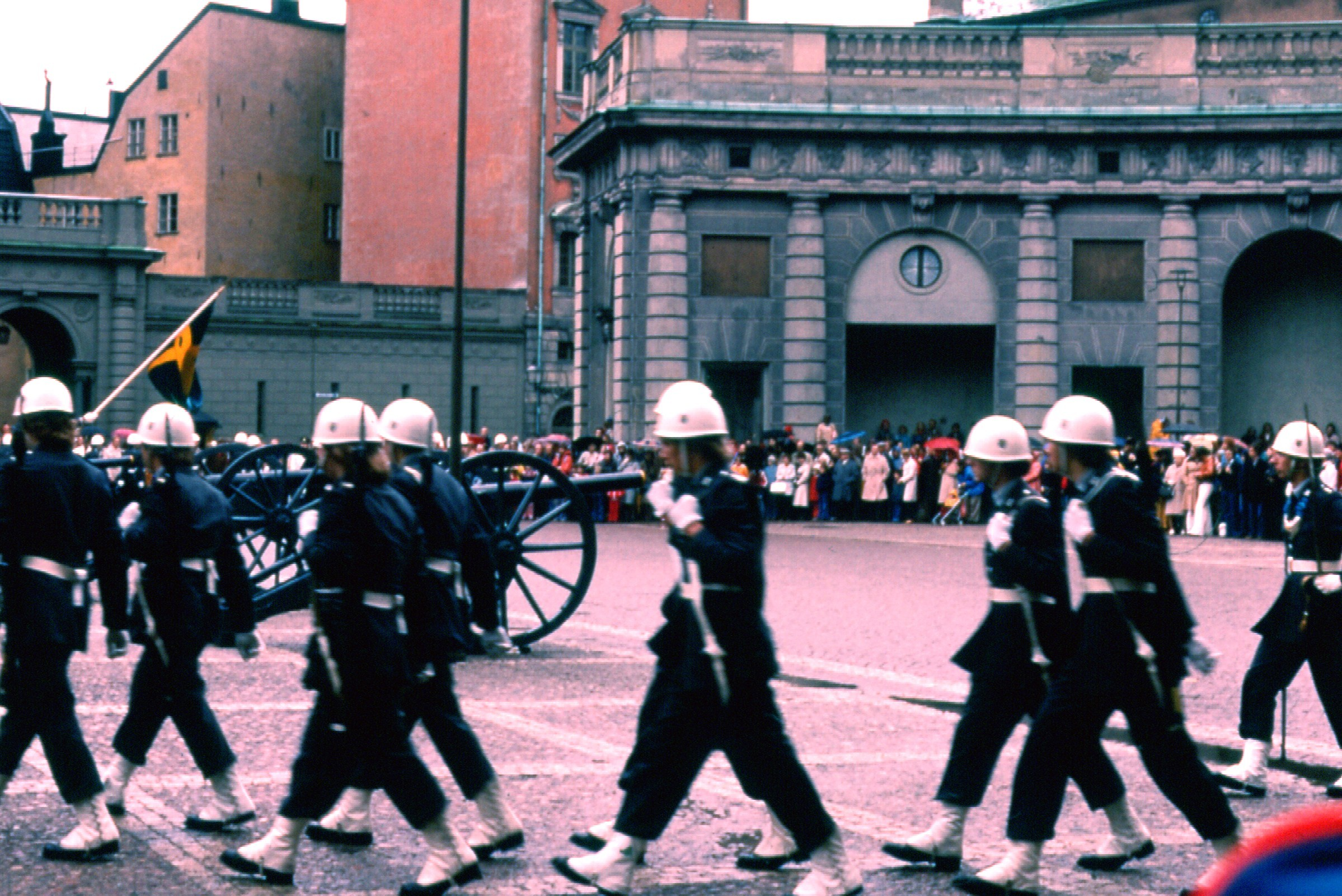
Högvakter i Permissionsuniform m/1960 år 1976.

Permissionsuniform m/1960 var, namnet till trots, avsedd för både vakttjänst och permissioner. Uniformen utvecklades som ett komplement till de i dessa sammanhang olämpliga fältuniformerna m/1958 och m/1959. Uniformen användes även tillsammans med vit utrustning m/1954 som musikdräkt. Senast vid årsskiftet 1994/1995 skulle uniformen vara tagen ur bruk. Den levde emellertid kvar som musikdräkt i ytterligare några år. Företrädaren var Permissionsuniform m/1952 och den kom att ersättas av Paraduniform m/1987.

#### Fältuniform m/70 kv
Det hade före 1970-talet kommit ett flertal uniformer anpassade för kvinnor och det började bli dags för en renodlad fältuniform. En sådan började utvecklas och resultatet var Fältuniform m/70 kv. Den är en blandning av Fältuniform m/1959 och Frivilliguniform m/60 kv samt användes tills den för båda könen gemensamma Fältuniform 90 infördes.

#### Paraduniform m/1987

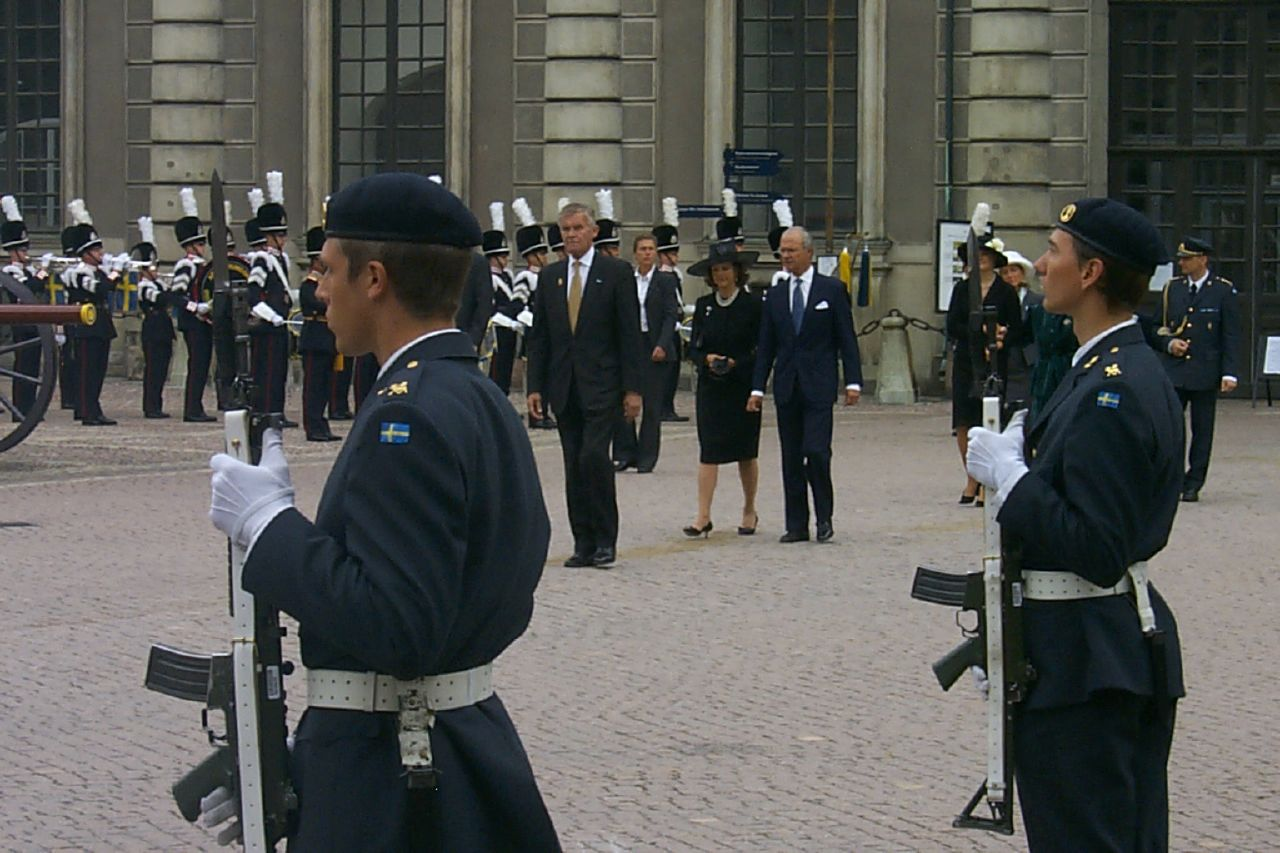
Soldater i Paraduniform m/1987.

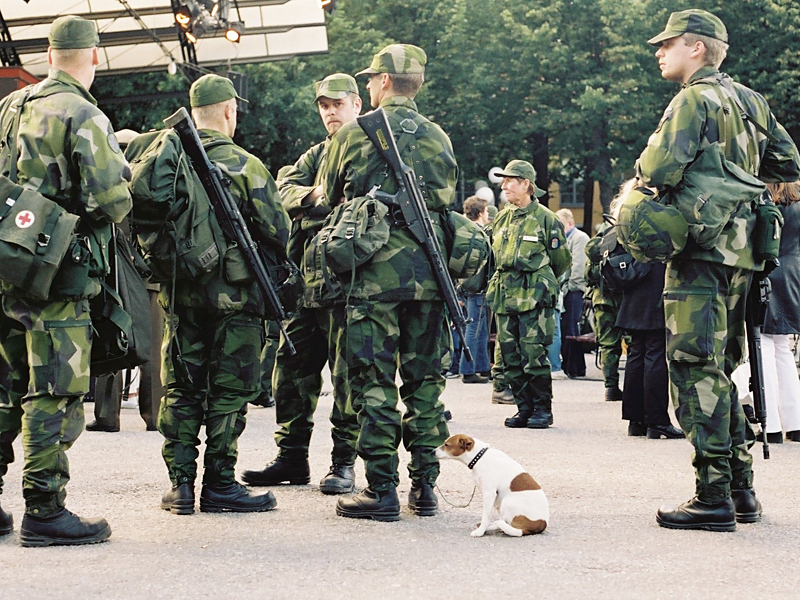
Hemvärnssoldater i Kungsträgården 2001 iklädda fältuniform 90.

Paraduniform m/1987, egentligen Uniform m/1987A, är en efterföljare till Permissionsuniform m/1960 och Befälsuniform m/1968 men till skillnad från den sistnämnda även avsedd för manskap. Denna uniform används av alla regementen (utom Livbataljonen på Livgardet) som Högtidsdräkt, Sällskapsdräkt och Trupparaddräkt. Alla regementen (inklusive Livgardet) använder även uniformen som så kallad Daglig dräkt. Uniformen infördes samtidigt som Fältuniform 90. Uniformen används även (med några annorlunda persedlar) inom flygvapnet och marinen.

#### Fältuniform 90
Fältuniform 90, ibland skämtsamt kallad "lövhögen", är det nuvarande fältuniformssystemet inom försvarsmakten. Fältuniformen ersatte fältuniform m/1958 och fältuniform m/1959. Systemet infördes formellt 1990, men var i praktiken ute på förbanden redan under andra halvan av 1980-talet. Den finns likt föregångarna i flera olika varianter: Fältuniform 90 Lätt, Fältuniform 90 Pansar, Fältuniform 90 Tropik Grön, Fältuniform 90 Tropik Beige och Fältuniform 2002 ADYK.

### Illustrationer

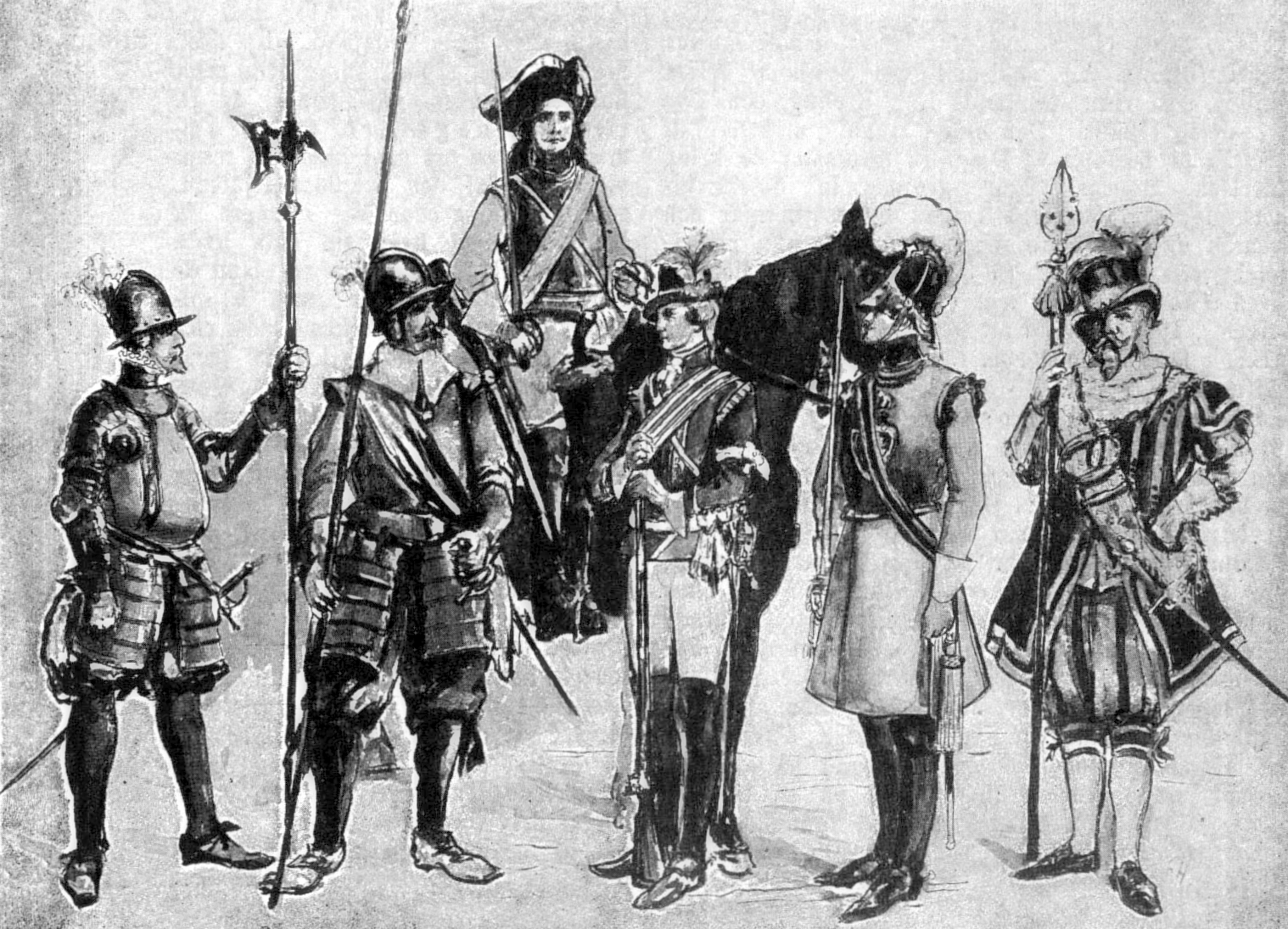
Svenska drabanter genom tiderna.
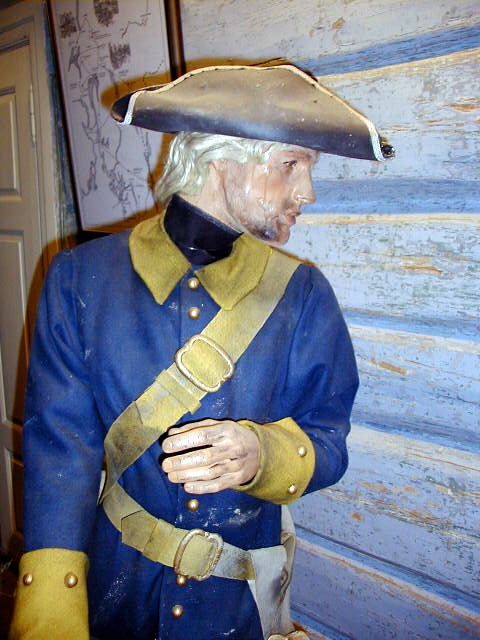
Docka föreställande karolin iförd en typisk karolineruniform.
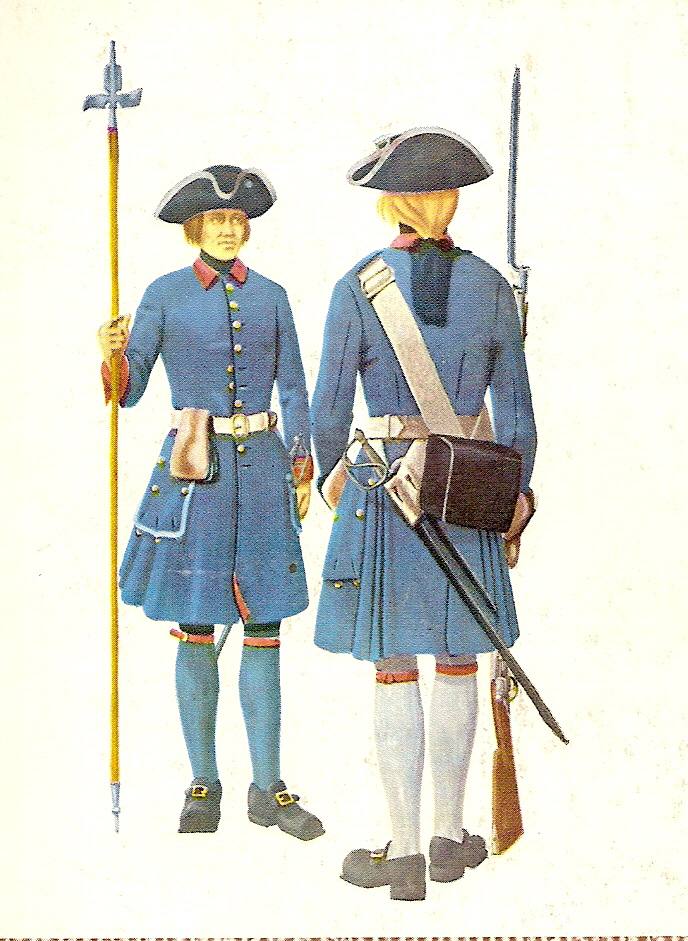
Österbottens regementes uniform 1705.
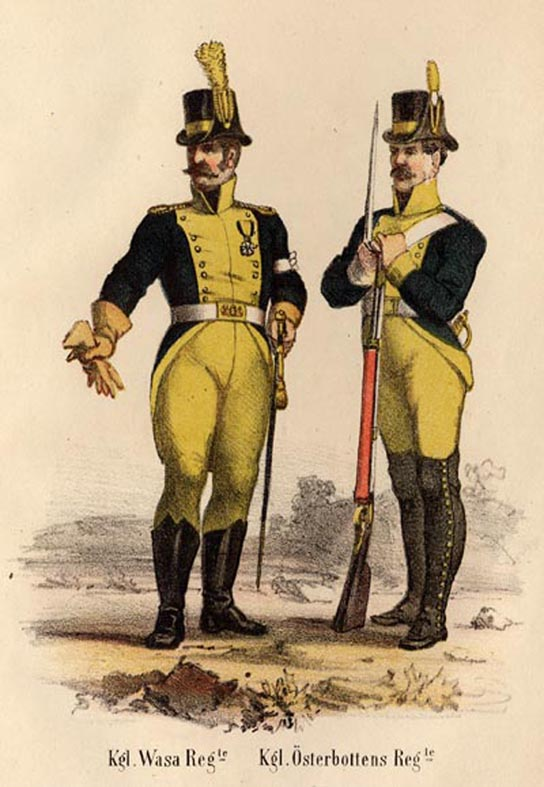
Österbottens regementes uniform 1779.
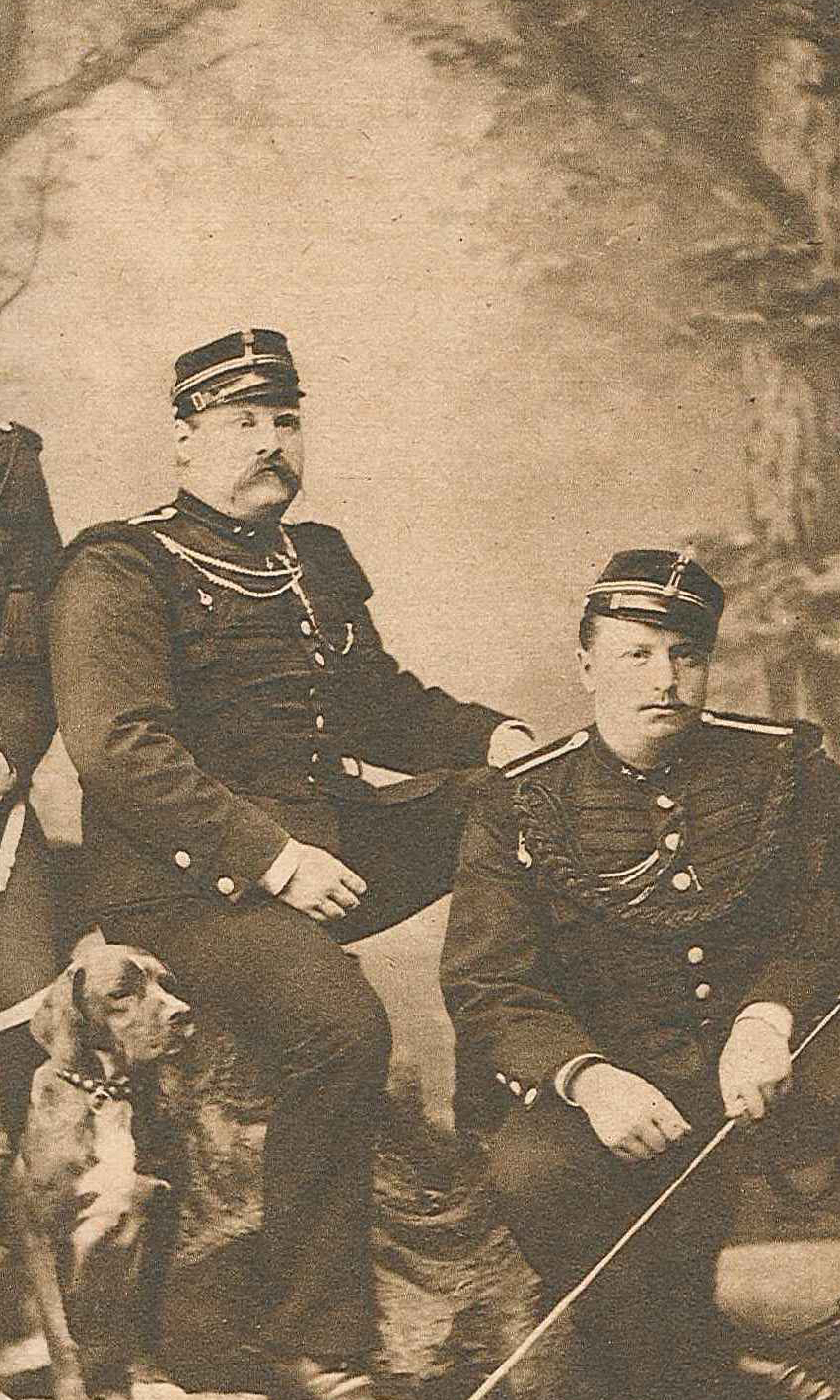
Officerare i uniform m/1859.
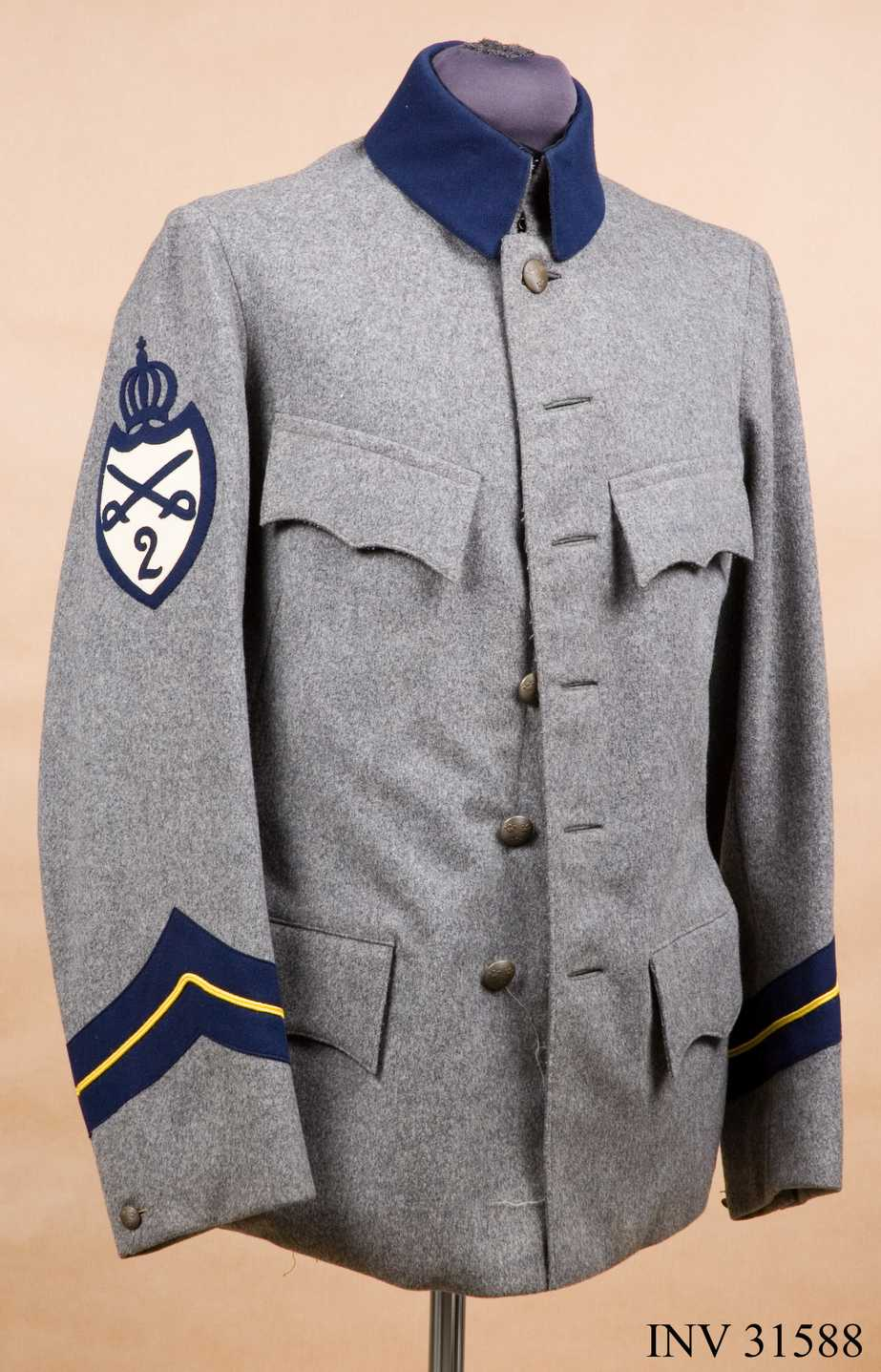
Vapenrock till uniform m/1906.
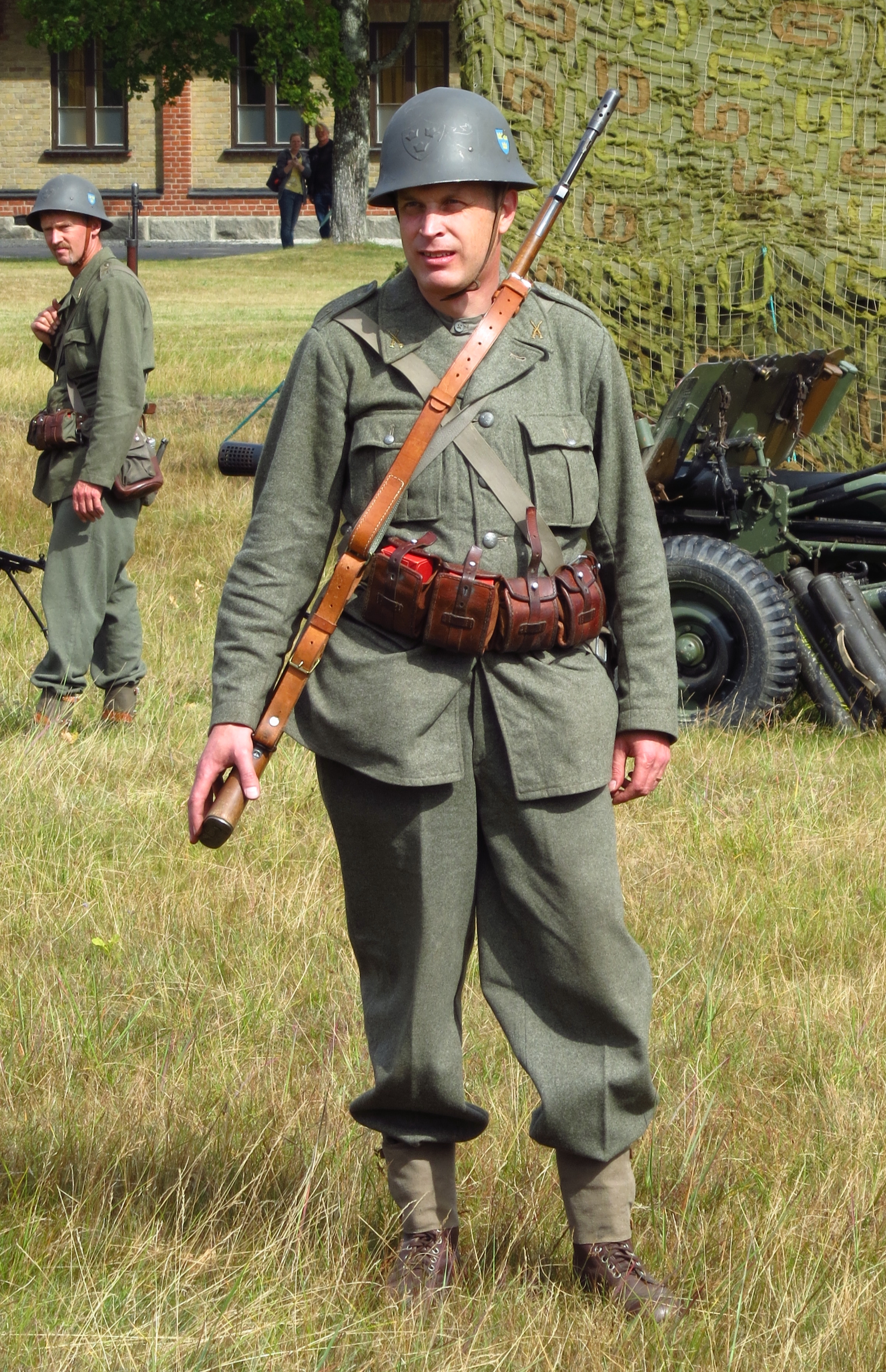
Uniform m/39 (modernt historiskt återskapande).
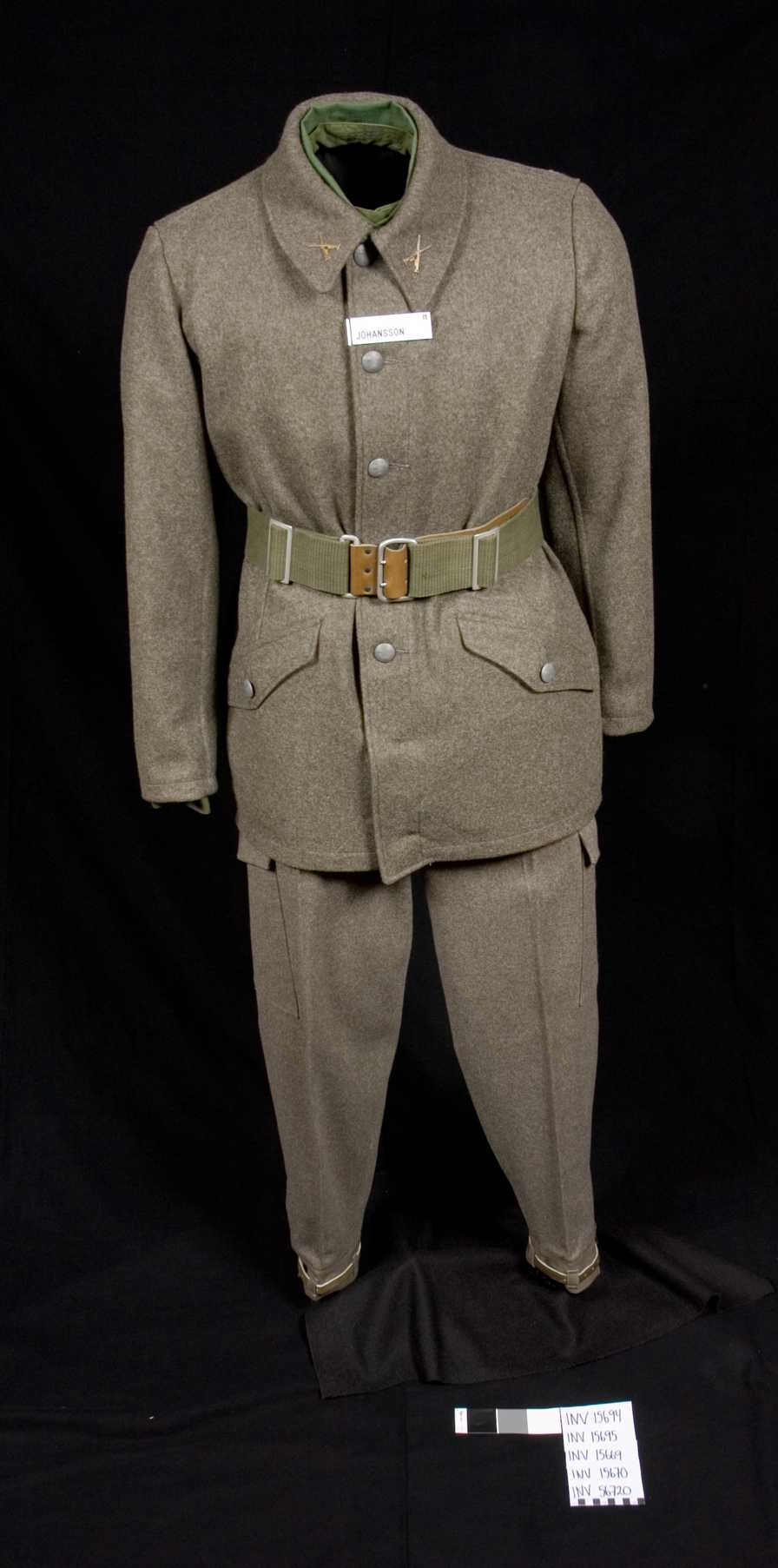
Fältuniform m/58.
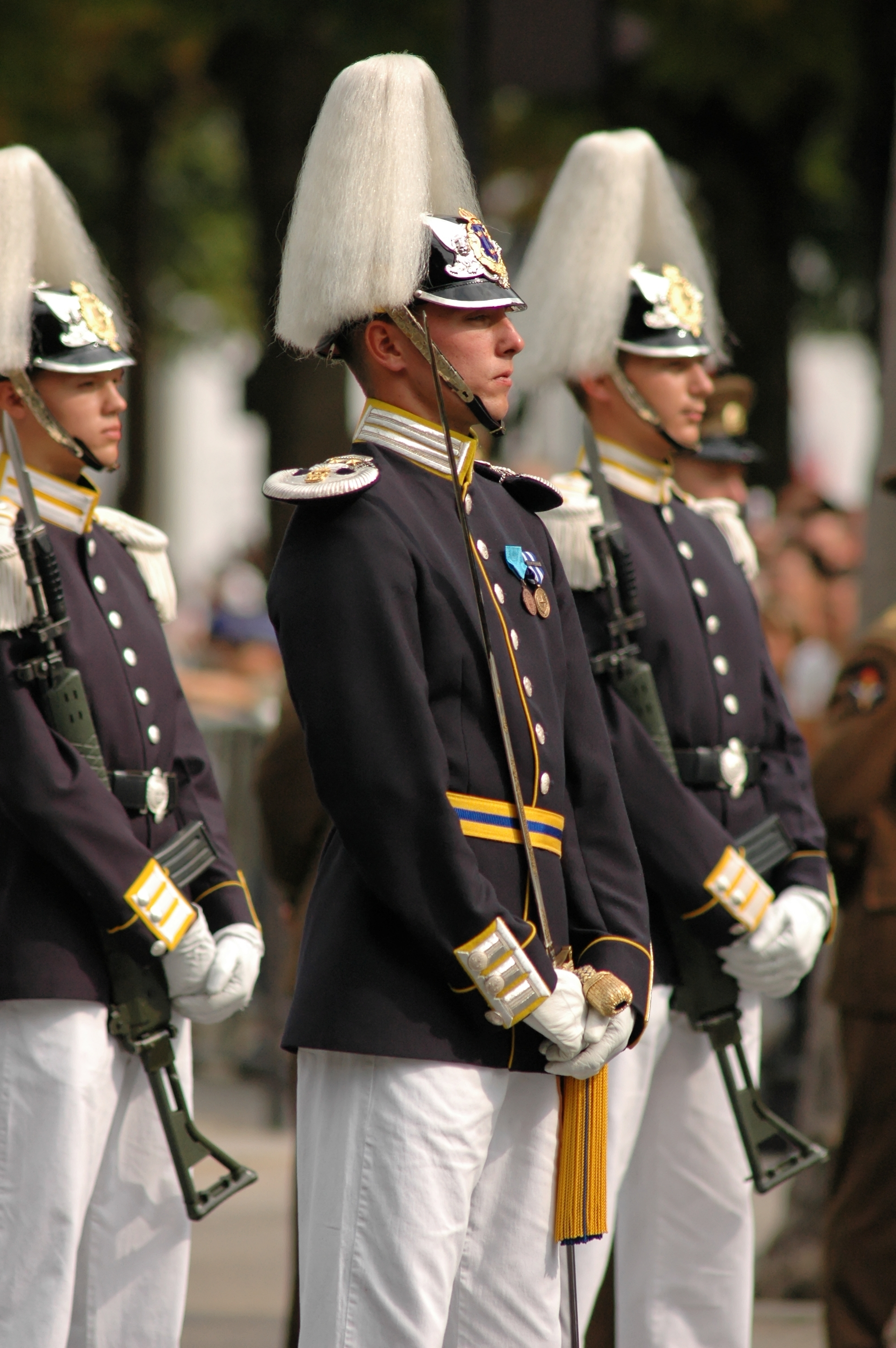
Officer och manskap ur livgardets livbataljon iförda m/ä 2007.
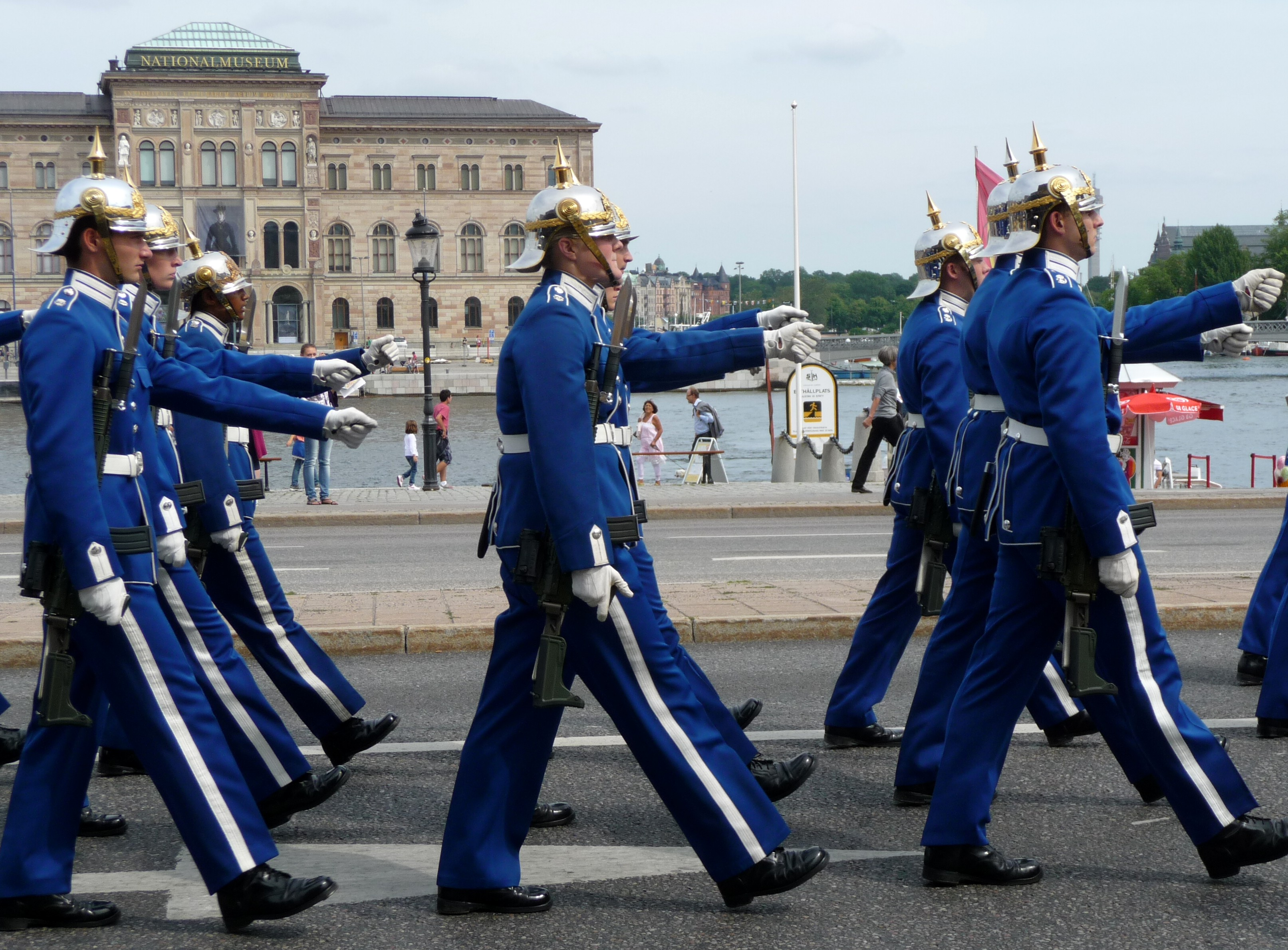
Livgardets dragonbataljon i preussiskt inspirerade uniformer.

## Marinen

### 1700-talet

Officersuniform m/1779 för skärgårdsflottan, 1790.

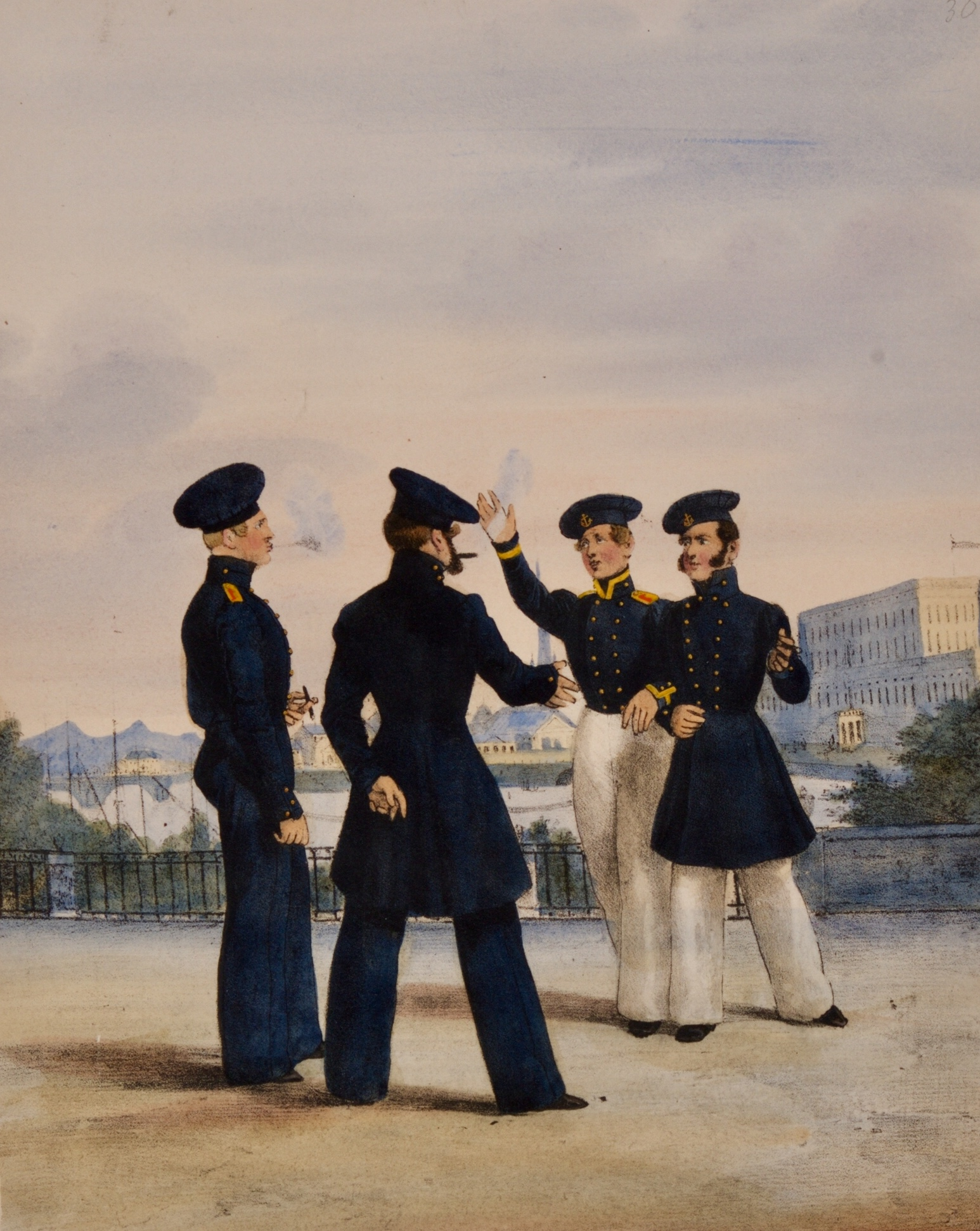
Uniform för sjöofficerare och indelta båtsmän, ca 1840.

Med införande av svenska dräkten i slutet av 1700-talet fick de svenska flottorna en uniformering som mycket avvek från det internationella sjöofficersmodet och istället kom att likna arméuniformerna. 1808 års sjöofficersuniform liknade arméns uniformer med dubbelknäppt vapenrock, svartlackerade höga stövlar och hatt med plym.

### 1800-talet
Under 1800-talet kom den svenska flottans uniformering att alltmer följa det internationella sjömilitära uniformsmode som huvudsakligen var baserad på den franska flottans uniformer. Grundfärgen var blå och det fanns iögonenfallande skillnader mellan officers- och sjömansuniformerna, då de senare huvudsakligen var utformade för praktiskt tjänst på ett segelfartyg och hade stora likheter med den civila sjöfartens arbetskläder. Officersuniformen hade i sin tur ett typiskt snitt som skilde den från de lantmilitära uniformerna.

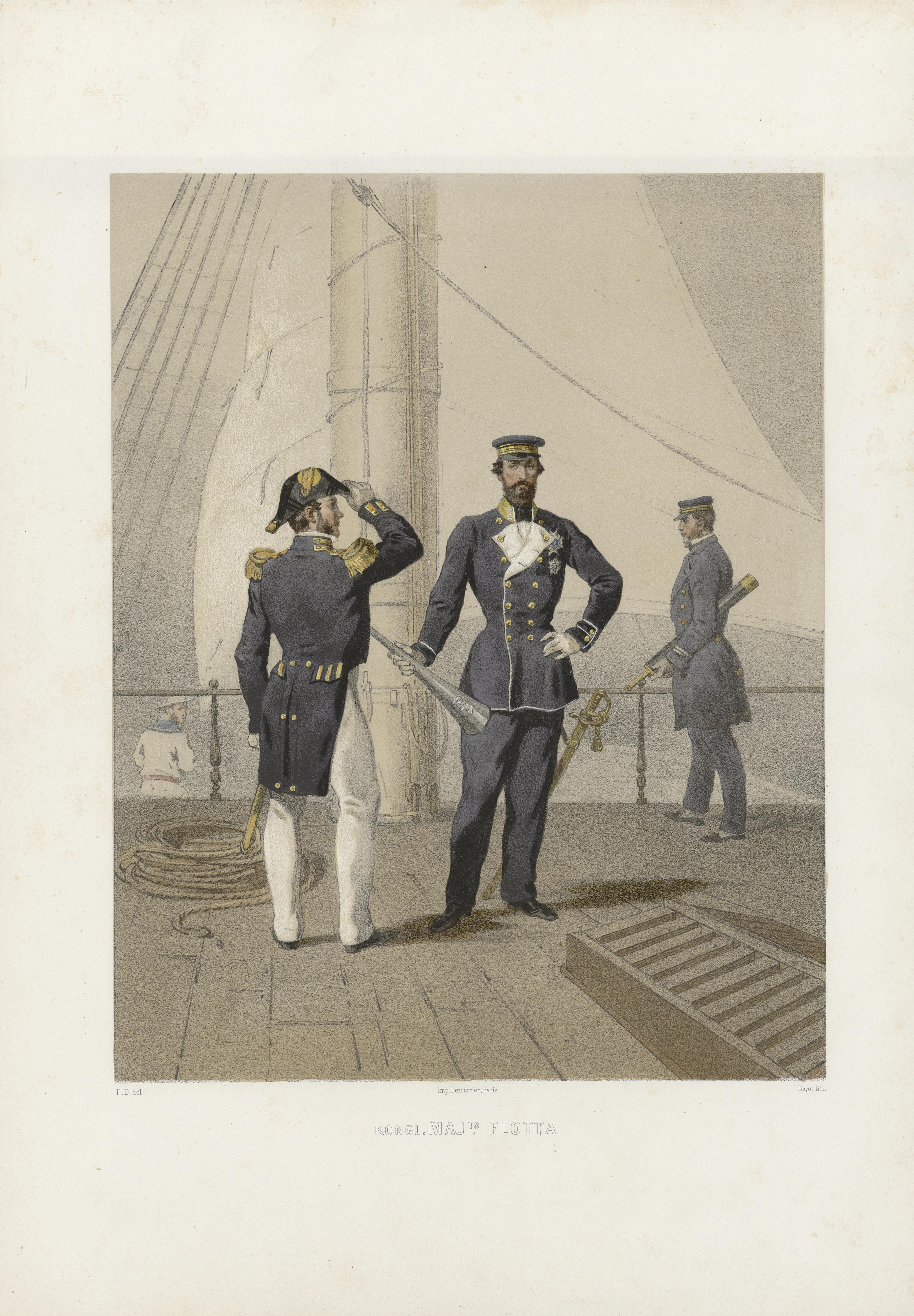
Från vänster: Sjöofficer i paraduniform, amiral i daglig dräkt; ca 1860.
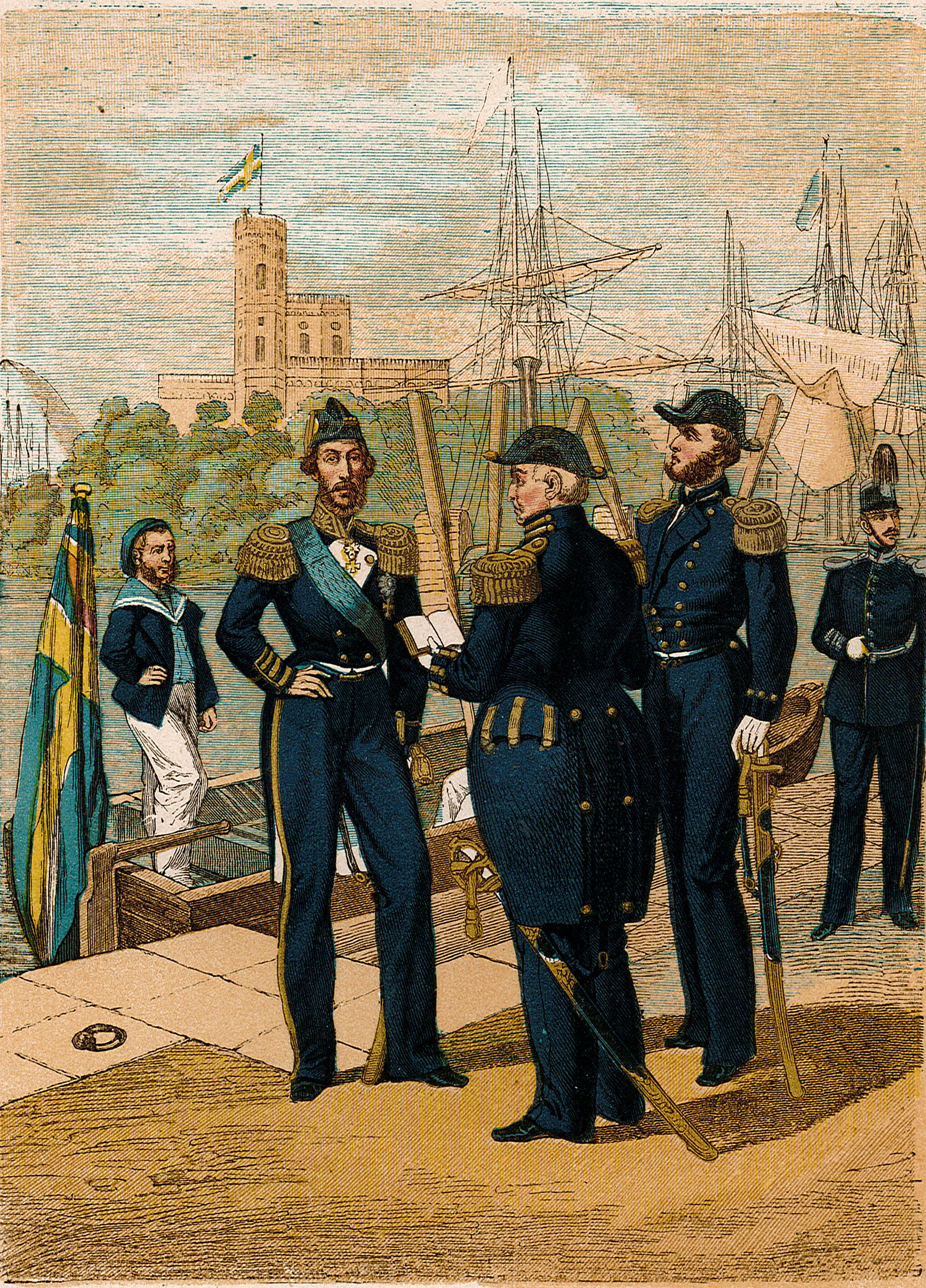
Sjöofficerare i paraduniform; ca 1860.
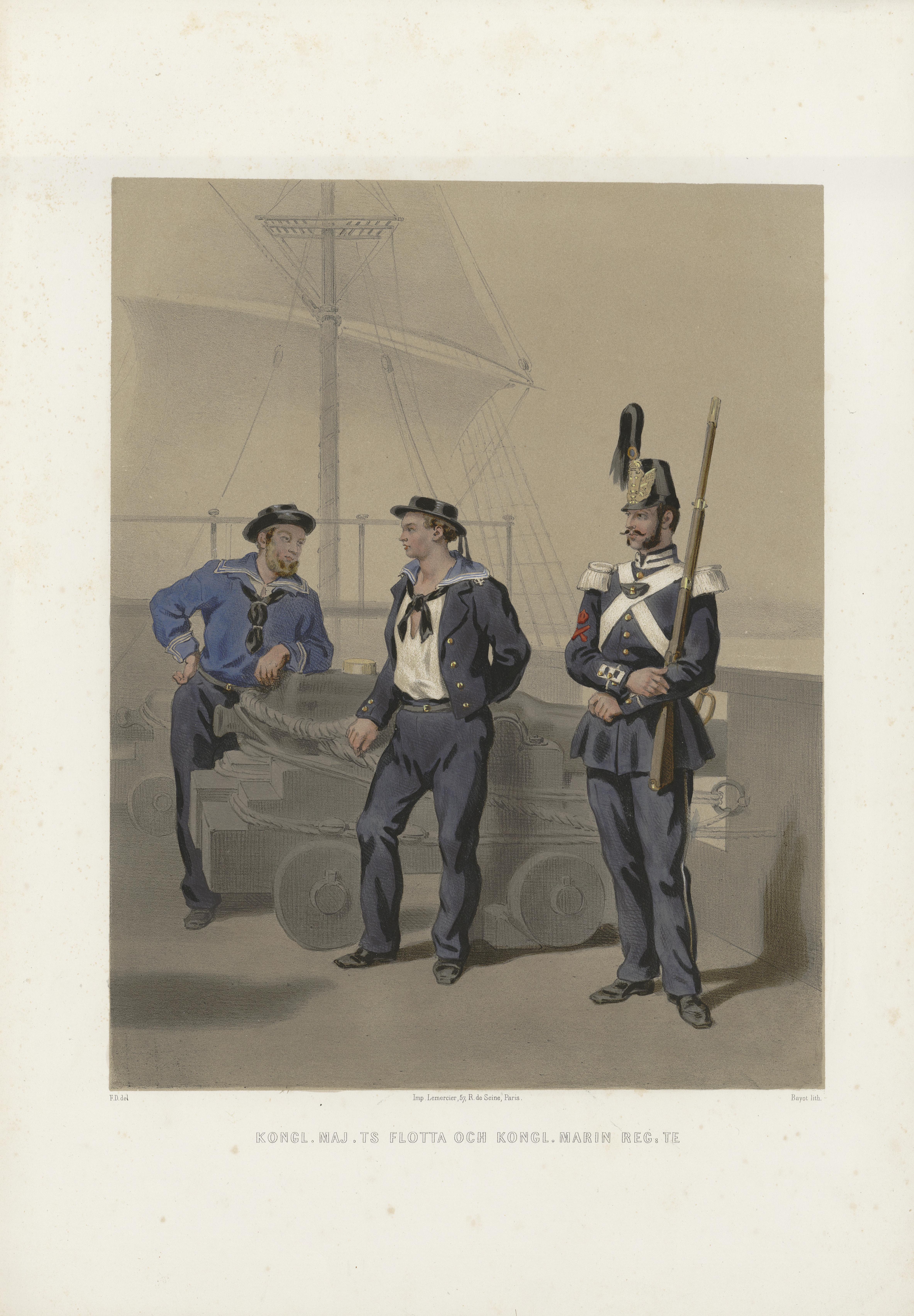
Från vänster: indelt båtsman, värvad matros, soldat vid Marinregementet i Karlskrona; ca 1860.
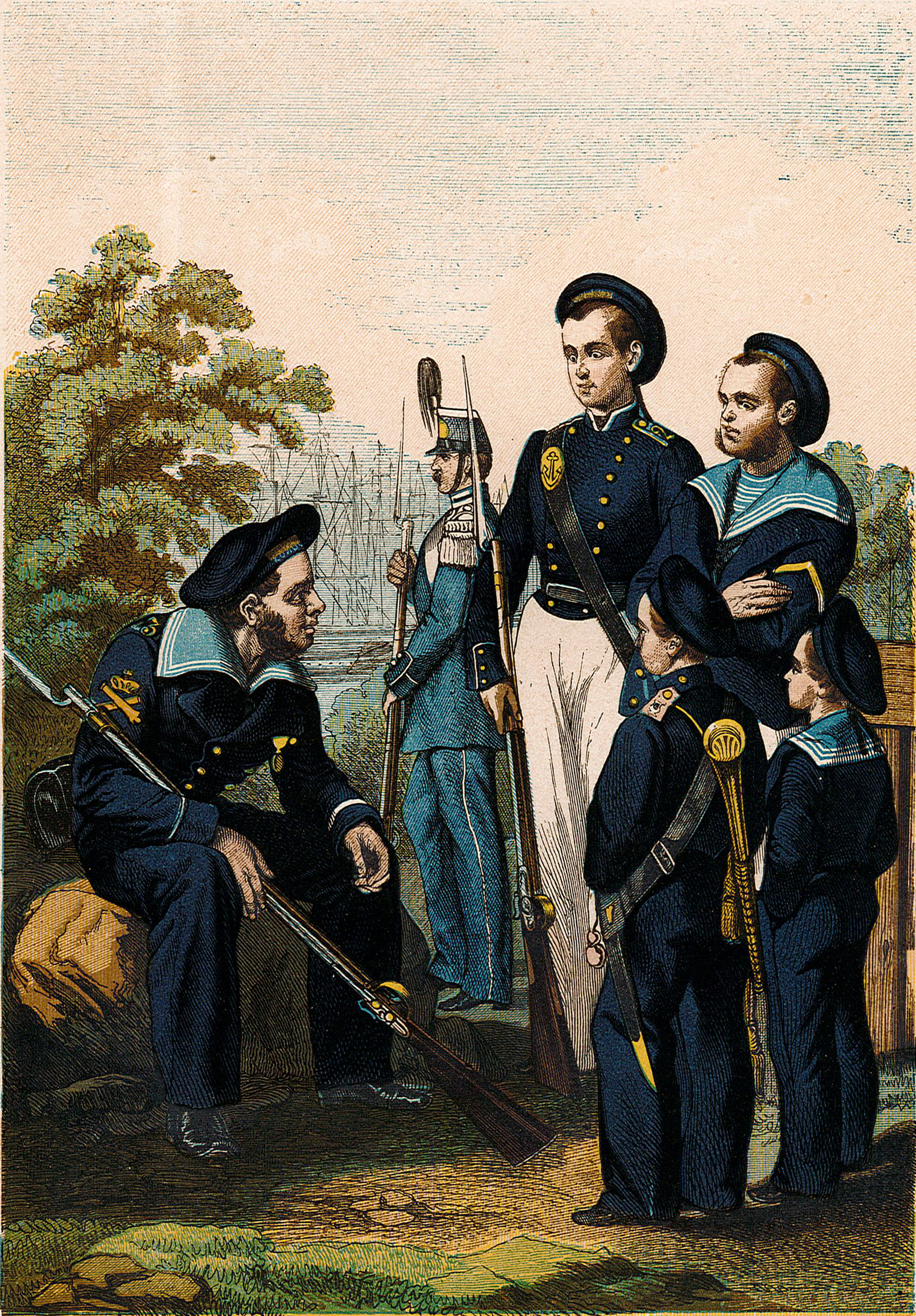
Värvade matroser, i bakgrunden en soldat vid Marinregementet; ca 1860.

### 1900-talet

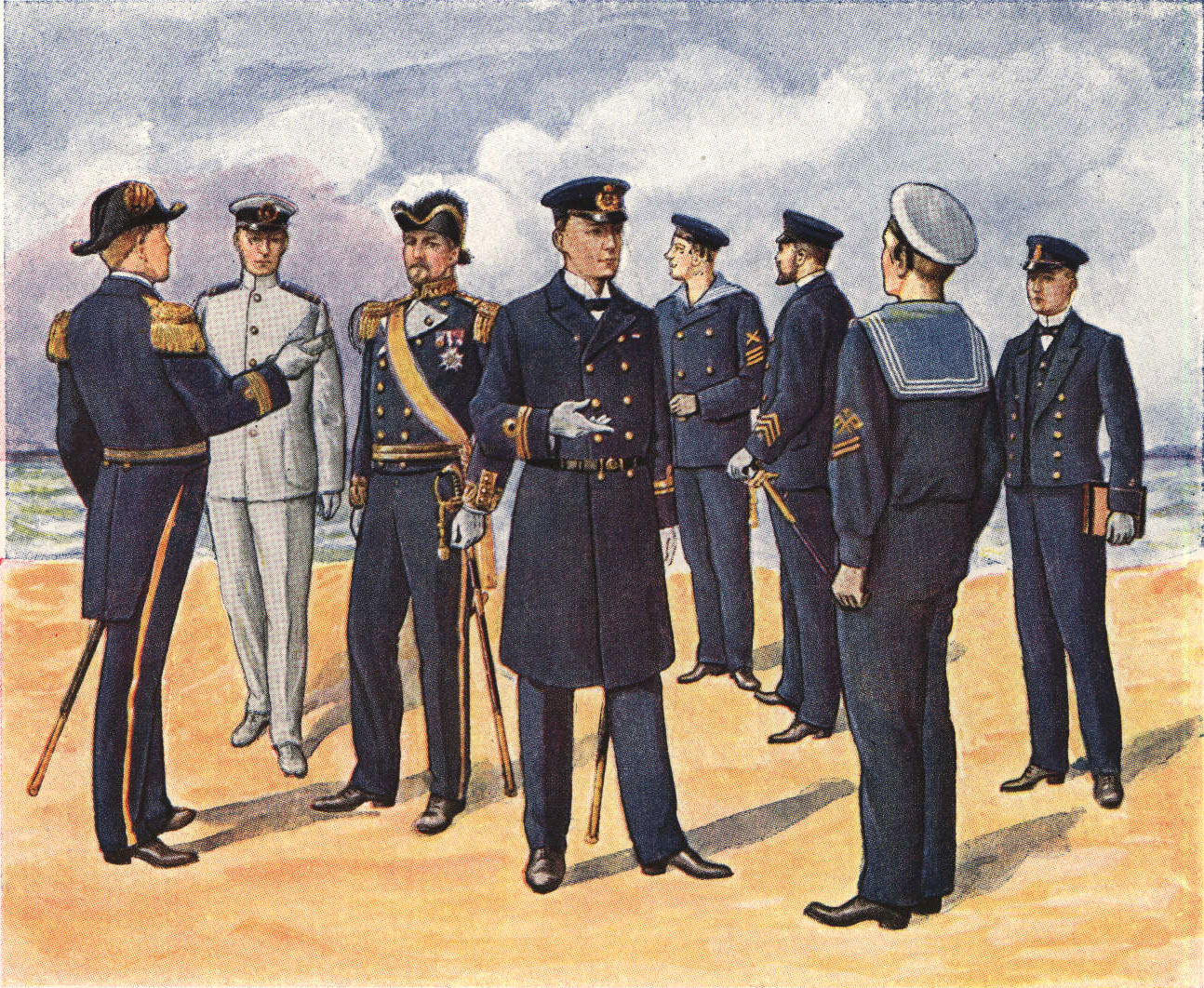
Svenska flottans uniformer cirka 1918; från vänster: 1. Kapten, stor parad (paraduniform m/1878) ; 2. Löjtnant, sommardräkt; 3. Amiral, stor parad (paraduniform m/1878); 4. Kommendörkapten av 2:a graden; 5. Underofficerskorpral; 6. Flaggunderofficer; 7. Signalmatros; 8. Kadett.

Vad som ovan sagts om artonhundratalet gäller även för stora delar av 1900-talet. Genom att de civila sjömännens arbetskläder efter ångans införande alltmer kom att likna vanliga arbetarkläder, blev sjömansuniformen en uttalat militär klädsel vilken tydligt skiljde örlogsflottans sjömän från handelsflottans. Sjöofficersuniformen bibehöll sitt karaktäristiska utseende och kom att efterliknas av handelsflottans befäl och stå modell för civiluniformer inom lots- och fyrväsende, hamnväsende med mera.

### Paraduniform m/1878

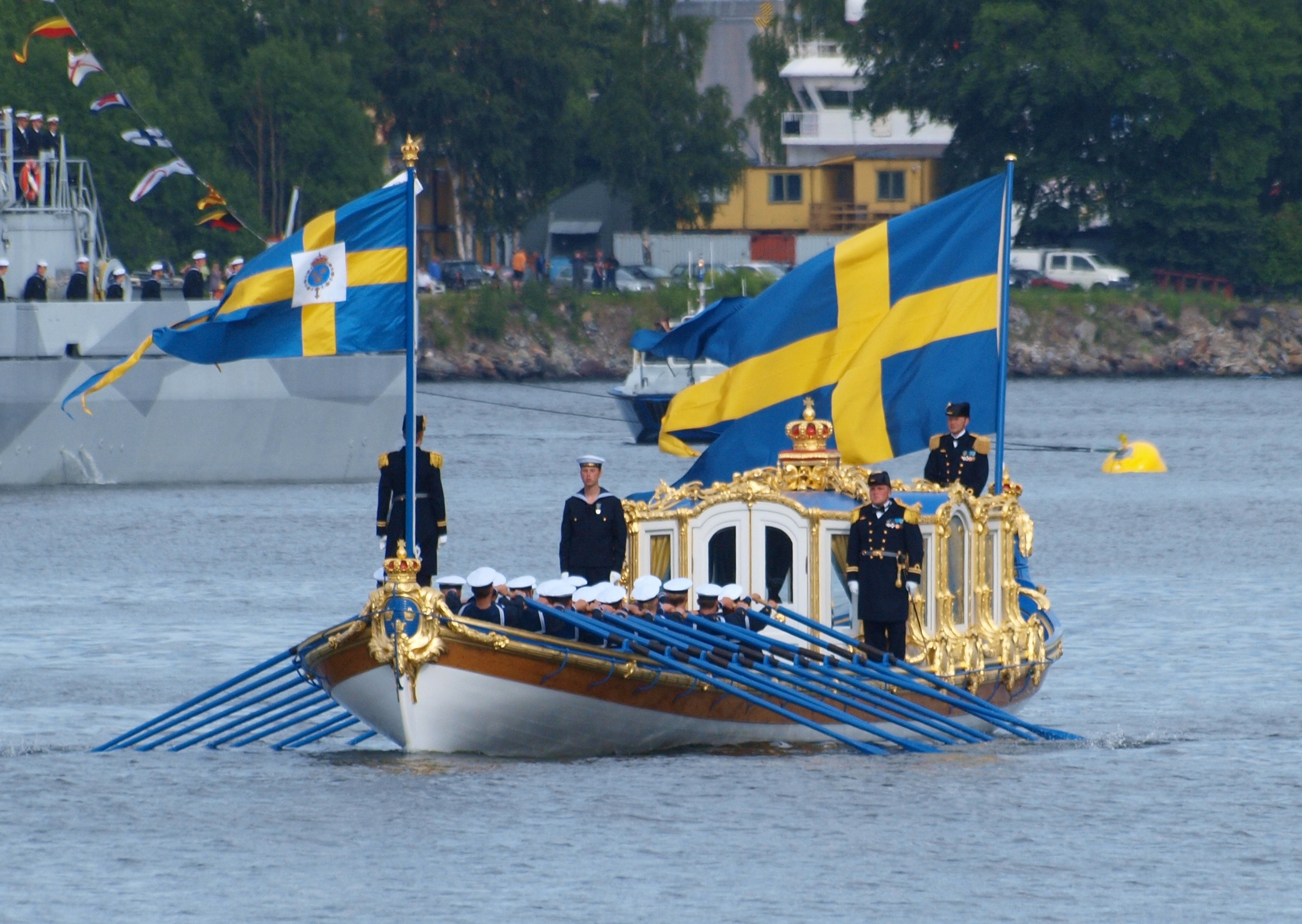
Kungaslupen Vasaorden 2010.

Paraduniform m/1878 avsedd för Svenska flottan, är idag en mycket annorlunda uniform då den endast får användas av officerare i samband med tjänstgöring på Kungaslupen Vasaorden. Detta innebär att man endast använder den någon gång varje decennium och att man får sy upp nya uniformer varje gång eftersom man byter besättning från gång till gång. Den får dock även, på egen bekostnad samt med enhetschefens tillstånd, bäras som sällskapsdräkt av före detta befälhavare och sekond på Vasaorden.

### Kustartilleriet

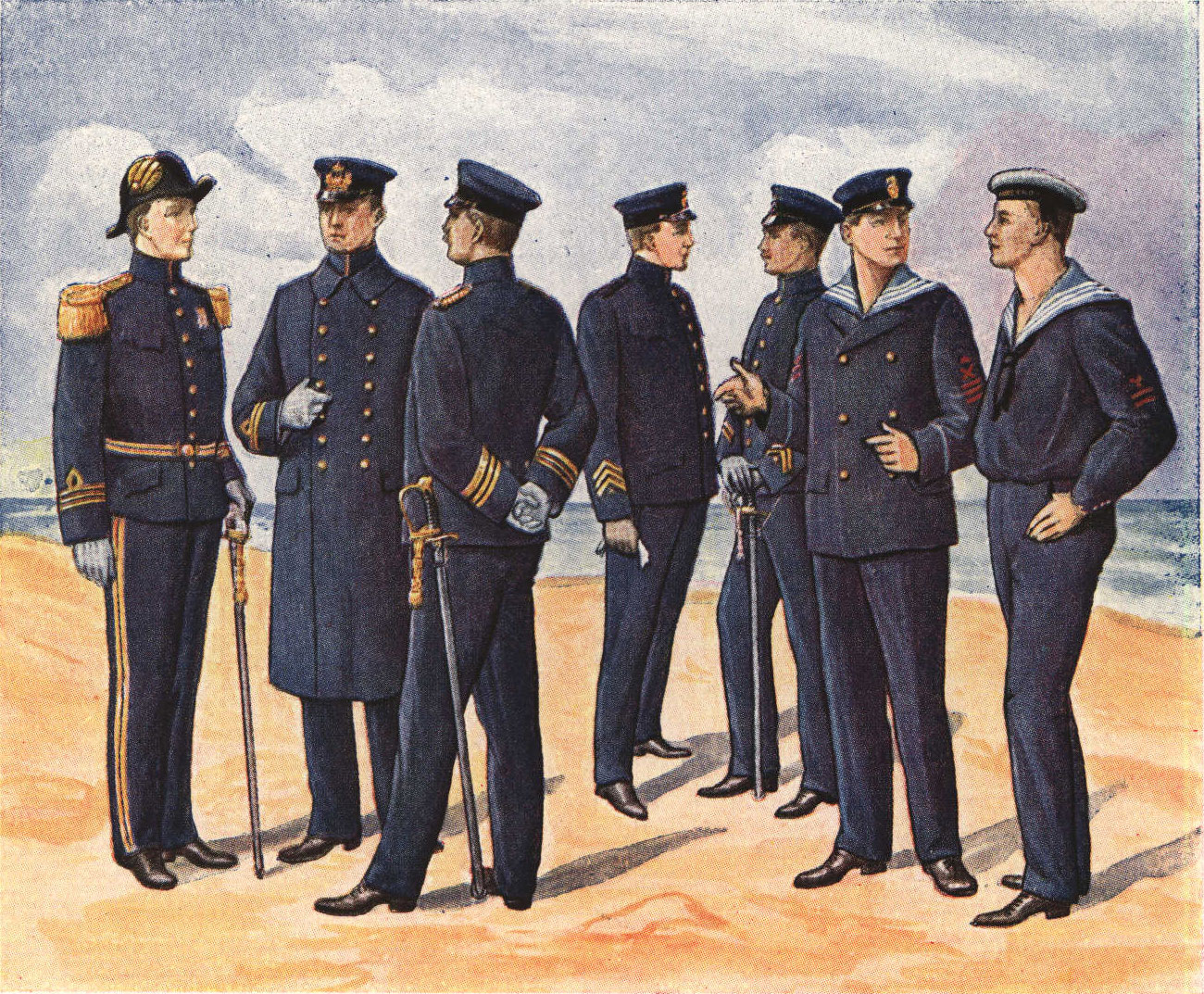
Kustartilleriets uniform m/02.
1. Kapten, stor parad.
2. Löjtnant
3. Överstelöjtnant
4. Styckjunkare
5. Sergeant
6. Underofficers-
korpral
7. Menig

Från sitt inrättande 1902 bar kustartilleriet en uniform som till stora delar liknade flottans. Det enda undantaget var en vapenrock med ståndkrage, som bars av officerare och underofficerare. Först med den gråbrungröna uniformen modell 1942 fick kustartilleriet en för fälttjänsten anpassad uniform.

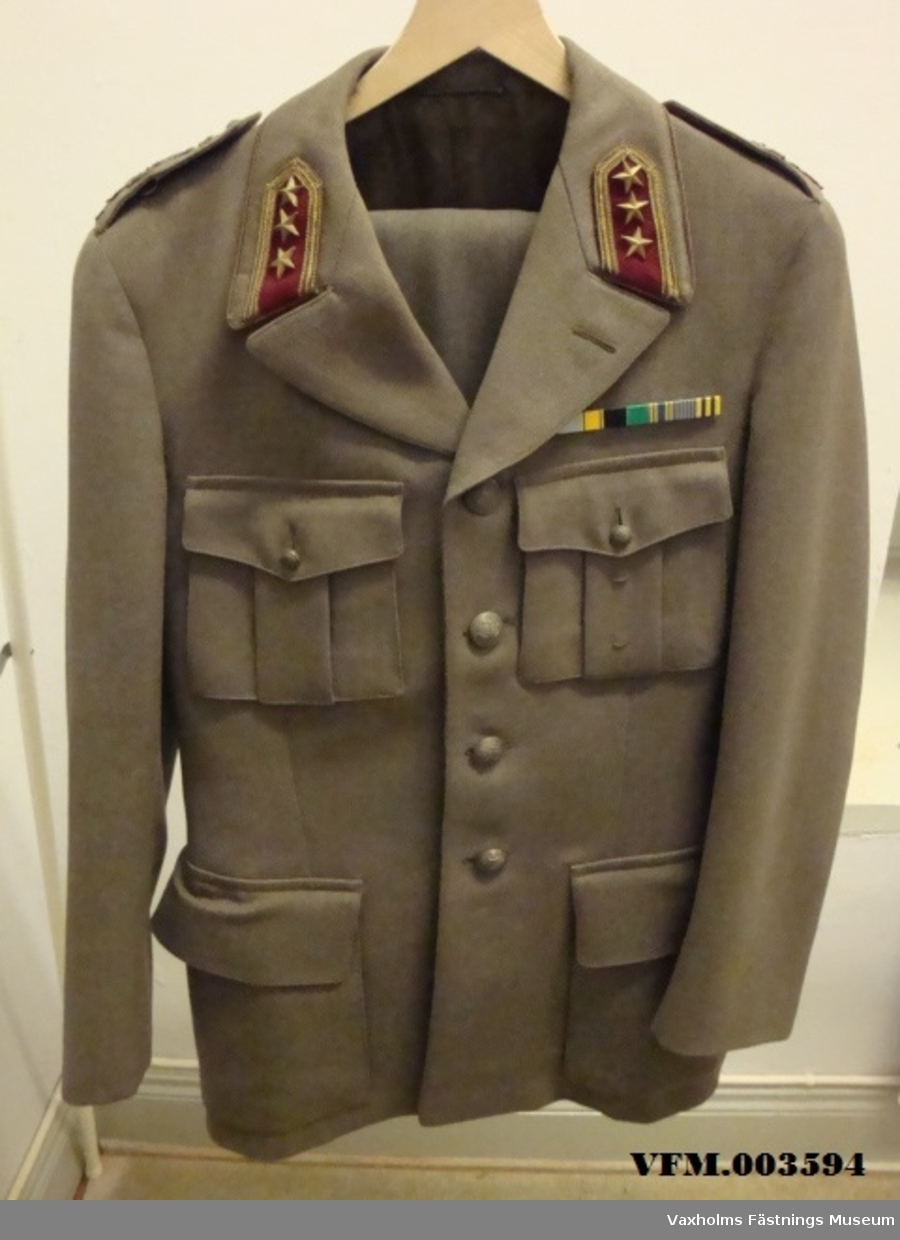
Vapenrock m/42 för överste vid kustarilleriet,

## Flygvapnet

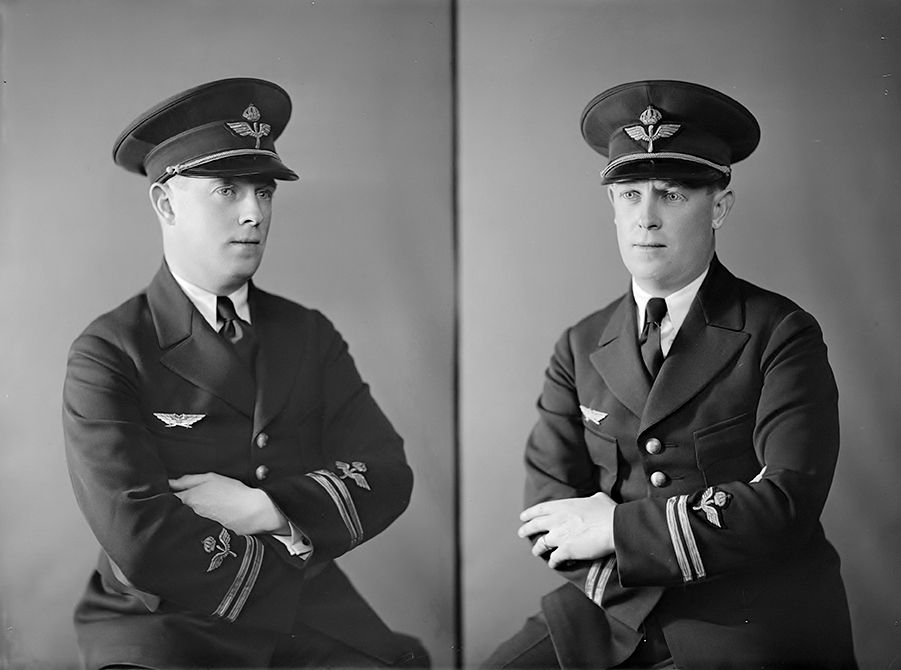
Flygvapnets uniform modell 1930. Över högra bröstfickan bärs flygförarmärke modell 1936.

När de militära flygstridskrafterna efter första världskriget fick en permanent och självständig ställning i de olika ländernas krigsmakter uppkom frågan om deras uniformering. RAF antog en gråblå uniform med vapenrock av kavajtyp med nedvikt krage och slips och med gradbeteckningarna på underärmarna. I andra länder, t.ex. Frankrike, antog flygvapnen en uniform som byggde på den traditionella sjöofficersuniformen fast med enkel knäppning. Det innebar en blå enkelknäppt kavaj med slips och gradbeteckningar i guld på underärmarna. 
Det svenska flygvapnet, som blev en självständig försvarsgren 1926, fick en uniform av denna franska typ 1930. Uniform m/30 bestod i grundutförande av långbyxa m/30, vapenrock m/30 eller kavaj m/30. Denna uniformsutförande fick bäras av såväl meniga och officerare. I särskilt utförande fanns även kappa m/30 som var avsedd att bäras av officerare och underofficerare över övriga uniformsplagg.. Gradbeteckningarna bars på underärmarna. 
Som arbetsdräkt bars m/30 med flygmössa (båtmössa). Med uniform m/38 infördes en mässdräkt för flygvapnet bestående av mässjacka och långbyxor med galoner. Uniform m/48 hade en uniformsjacka av battledress-typ (flygjacka) med dold knäppning och gradbeteckningarna på axelklaffarna. Den var till att börja med endast avsedd som arbetsdräkt för flygande personal men fick senare större användning som befälsuniform. Vit vapenrock m/30 ersattes av uniform m/51. Det var en blå vapenrock av samma snitt som m/30 dock utan sidfickor samt att gradbeteckningarna bars på axelklaffar. Flygvapnet fick genom m/87 en modern vapenrock med fyra synliga knappar och gradbeteckningarna på axelklaffar. I vardagsdräkt m/87 ingår en midjekort jacka istället för vapenrock.

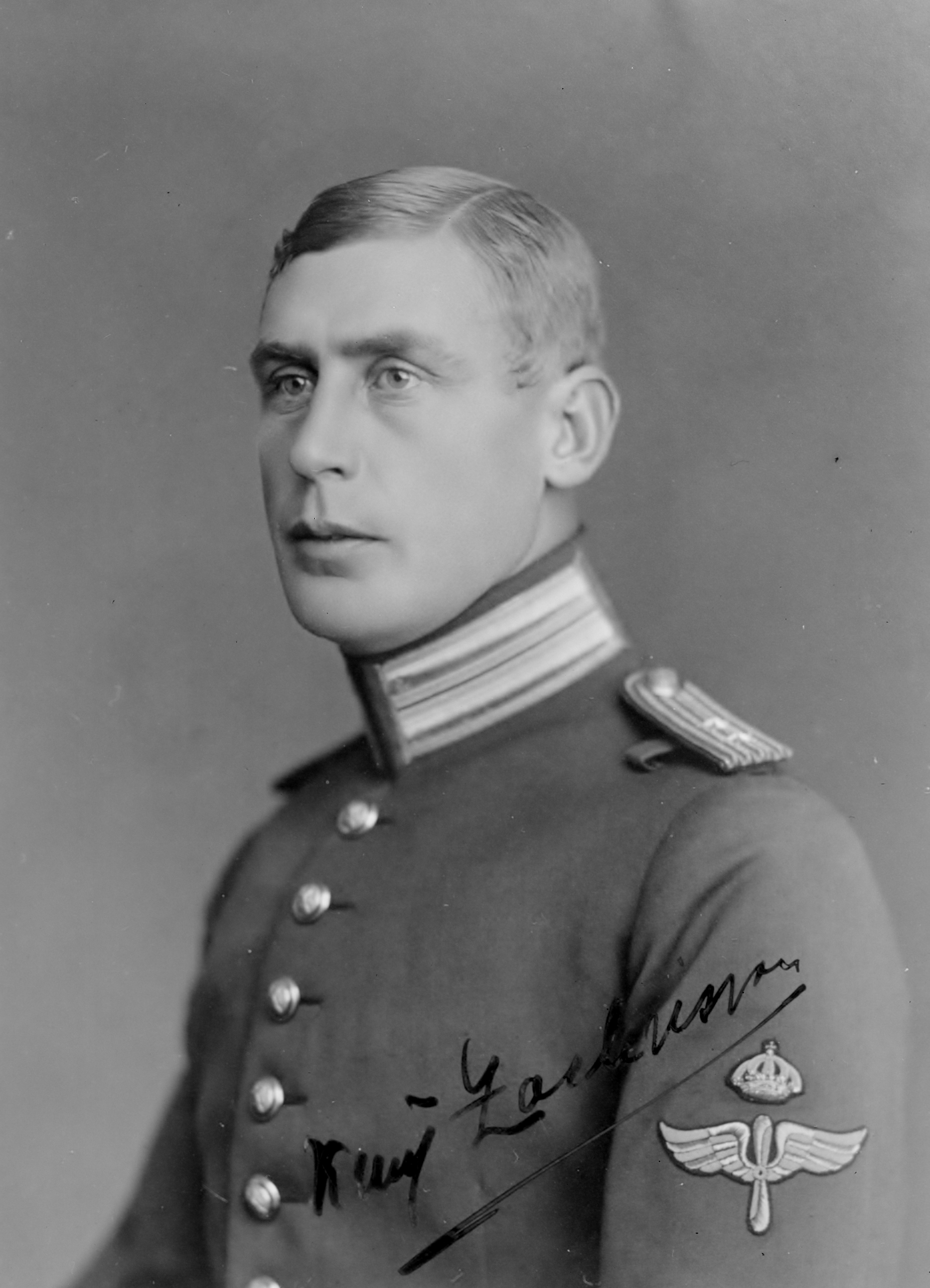
Innan en egen flygvapenuniform infördes bars armé- eller marinuniform med särskilda tjänstetecken. Här arméuniform m/ä med fältflygarmärke m/15.
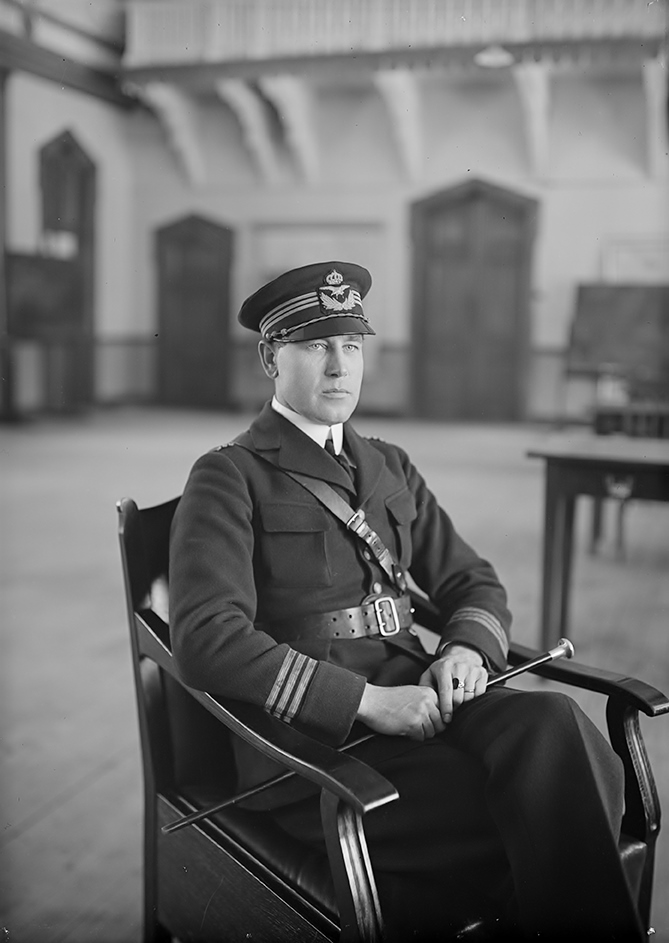
General Paulus af Uhr (här som kapten) i försöksuniform m/27.
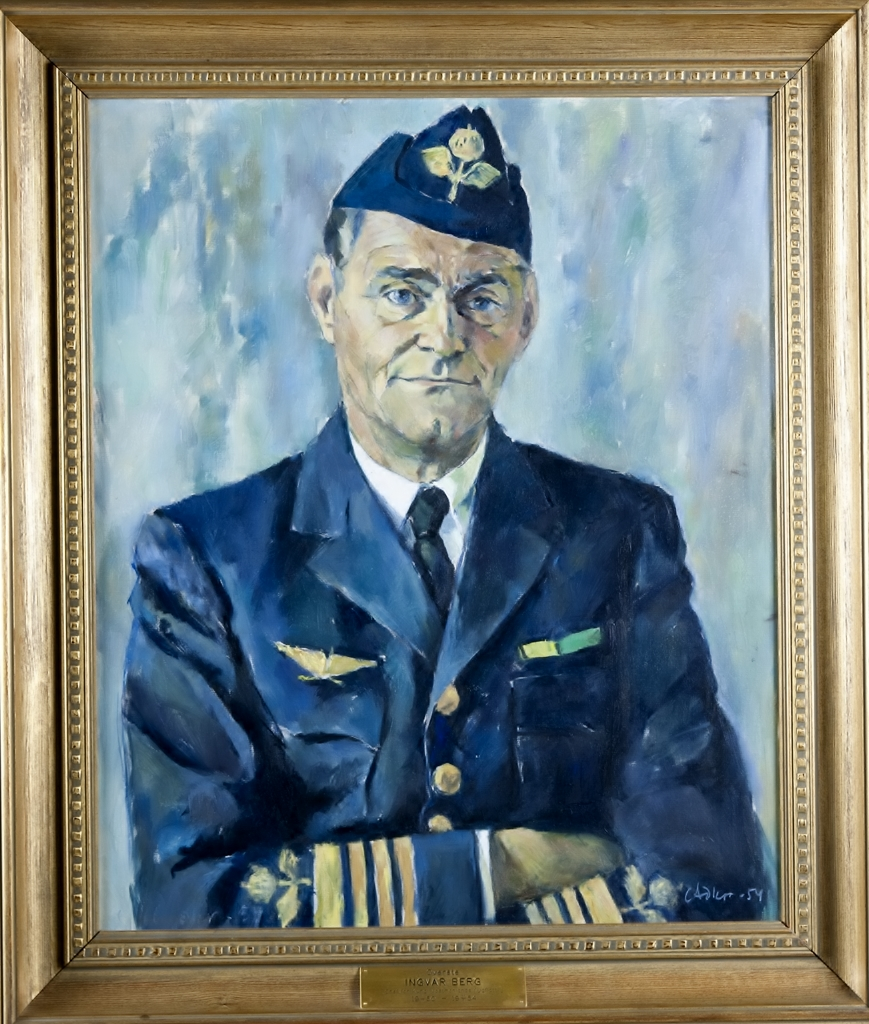
Överste Ingvar Berg i uniform m/30 med flygmössa.
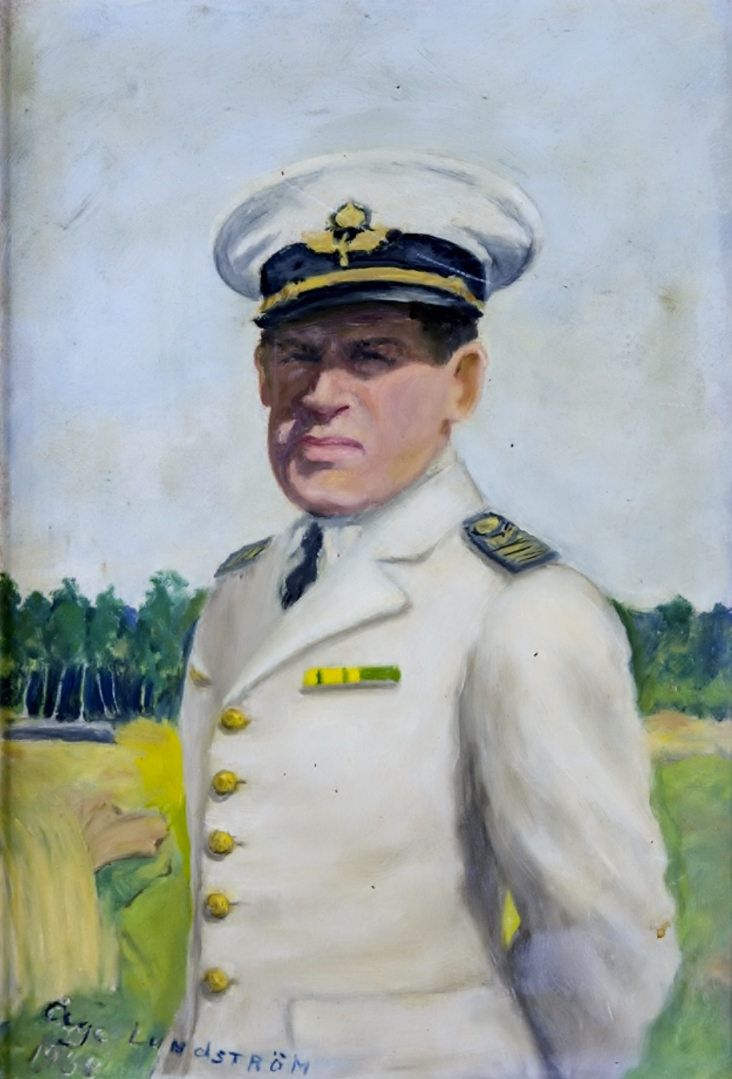
Major Gustaf Ström i vit vapenrock m/30.
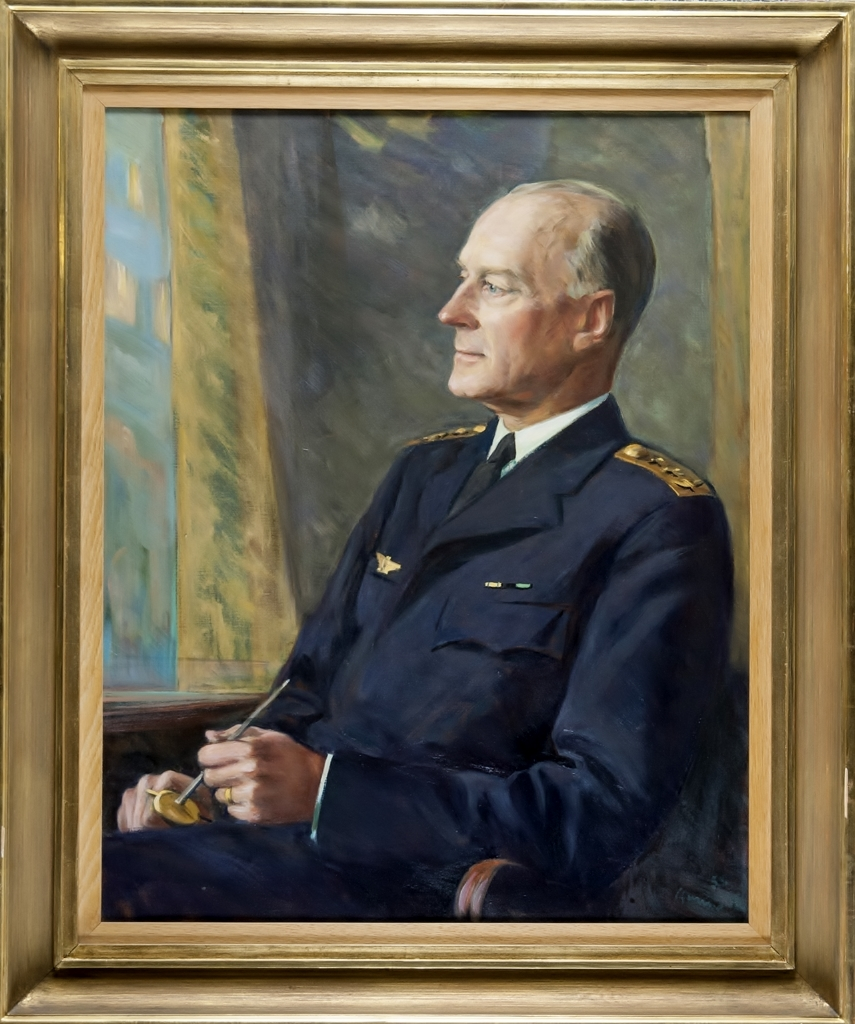
General Axel Ljungdahl i uniform m/48.
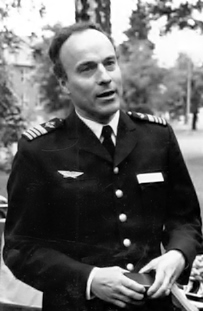
Överste Göran Tode i unform m/51.

### Kvinnlig Krigstjänstpersonal[21]
Enligt uniformsbestämmelse go nr 2400/1951 används:

#### Blusar
- Blus m/47 kv - av vitt eller mörkblått bomullstyg med vit nedvikbar krage.
- Hatt m/47 kv - av mörkblå filt med uppvikt brätte i nacken. Framtill sitter ett 60 mm flygemblem m/51.

#### Jackor
- Jacka m/47 kv - av mörkblått ylletyg med krage och slag. Jackan har axelvaddar, insvängd midja, påsydda fickor med utanpåliggande ficklock samt knäpps med enkelknäppning.
- Sommarjacka m/47 kv - av mörkblått tunt ylle- eller bomullstyg. Jackan och sommarjackan är lika men med lite olika sömmar, sommarjackan har bland annat inte axelvaddar. Jackan har axelklaffar vilka över det träs axelklaffshylsor m/51 kv.

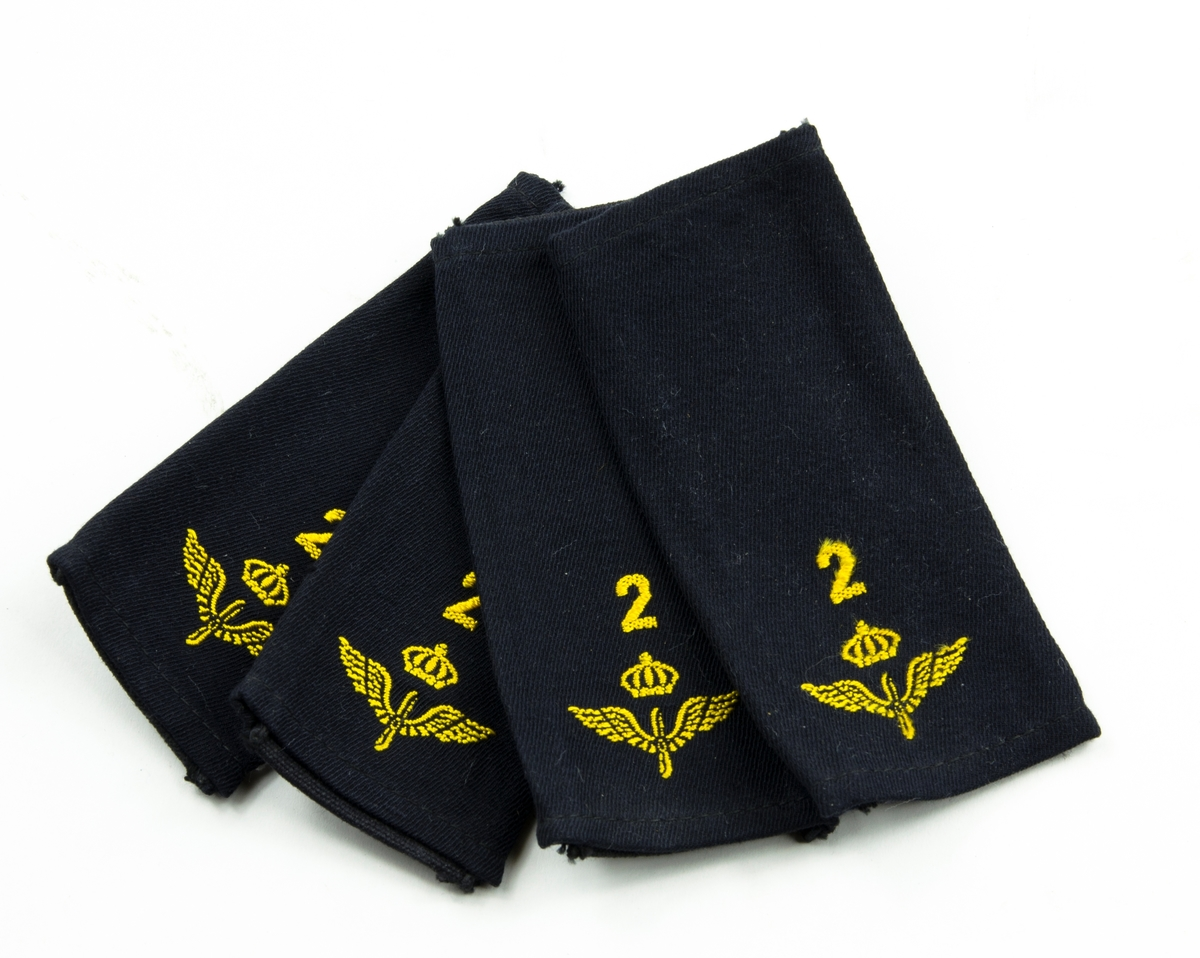
Axelkaffshylsa m/51

#### Kappor
- Gabardinkappa m/47 kv - Av mörkblått ylletyg med axelklaffar som likt sommarjackan träs axelklaffshylsa m/51 kv på.
- Kappa m/47 kv - av mörkblått ylletyg med rundskuren krage samt slag av cape-modell. Kappan är dubbelknäppt, fickorna är passpoalerade med ficklock.
- Regnkappa kv - av svart eller mörkblått tyg av olje- eller gummiduk alternativt av plast.

#### Kjolar
- Kjol m/47 kv - av mörkblått ylletyg.
- Sommarkjol m/47 kv - av mörkblått tunt ylletyg eller bomullstyg.
- Klänning m/51 kv - av mörkblått tunt ylle- eller bomullstyg med vit nedvikbar krage som är löstagbar. Klänningen har axelklaffar där axelklaffshylsor m/51 träs på. Klänningen knäpps med fyra knappar och har vita manschetter.

#### Mössor
- Flygmössa m/30 kv - av mörkblått ylle- eller bomullstyg. I framkant sitter flygemblem m/51, 60 mm.
- Vinterflygmössa m/41 kv - av mörkblått ylletyg och skinn.
- Till denna uniform används, förutom axelklaffshylsa och flygemblem av m/51 kv, dagtjänsttecken m/38 kv, frivilligtecken kv, galon m/51 kv. Även knapparna är specifika för dräkten, räfflad samt slät knapp m/30 kv och stjärnknapp m/45 kv. Flygvapenemblemet bärs på vänstra överärmen på m/47 kv.

## Uniformsdräkter
Den svenska försvarsmakten har tagit fram flera uniformsdräkter för olika sorters tjänstgöring, däribland Trupparaddräkt, Sällskapsdräkt (även kallad Mässdräkt) samt daglig dräkt. Vilka uniformer och persedlar som ska användas, samt vilka uniformsdräkter som ska bäras regleras för närvarande genom Instruktion för försvarsmakten.